# Cendrillon (film, 1950)
Pour les articles homonymes, voir Cendrillon (homonymie).
Vous lisez un « article de qualité » labellisé en 2010.  Il fait partie d'un « thème de qualité ».
Série Classiques d'animation Disney
Le Crapaud et le Maître d'école
(1949) Alice au pays des merveilles
(1951)
Série Cendrillon
Cendrillon 2
(2002)
Pour plus de détails, voir Fiche technique et Distribution.
Cendrillon (Cinderella) est le seizième long-métrage d'animation et le douzième « Classique d'animation » des studios Disney. Sorti en 1950, il s'inspire de la version du conte de Charles Perrault, Cendrillon ou la Petite Pantoufle de verre paru en 1697, ainsi que de celle des frères Grimm, Aschenputtel, publiée en 1812.
Ce film marque le retour très attendu du studio Disney dans la production de longs métrages d'animation originaux après huit années de films-compilations. Il fait aussi entrer l'entreprise Disney dans une nouvelle période faste, avec une diversification des productions, pour la plupart initiées ou ayant leurs racines à la fin des années 1940. Entre 1950 et 1955, le studio se lance dans la télévision, les longs métrages en prise de vue réelle et les parcs à thèmes. Un autre effet du film est un impact psychologique assez fort car il conforte un imaginaire spécifique de Disney, établi dans les productions précédentes, et qui sera prolongé dans les suivantes. En analysant ce film, de nombreux auteurs évoquent une formule, une recette, des conventions définissant une notion de « classique Disney ». Ces éléments ont été assimilés par les générations d'enfants puis d'adultes, et pour certains spécialistes les effets de cet imaginaire imposé ne sont pas sans conséquence.
Cendrillon partage de nombreux éléments avec Blanche-Neige et les Sept Nains, le premier long métrage du studio Disney sorti en 1937 et sont presque similaires : au niveau scénaristique, au niveau graphique, la personnalité et l'aspect des héroïnes, l'atmosphère, l'époque des événements et les éléments qui en font des contes de fées. Les deux films sont aussi des entreprises risquées pour le studio : Blanche-Neige parce qu'il était le premier long métrage, et Cendrillon parce qu'il devait renflouer le studio, qui était alors dans une position financière difficile. Heureusement pour la suite, les deux films ont été des succès tant commerciaux qu'artistiques, même si en comparaison des productions du début des années 1940 (Pinocchio, Bambi, Dumbo), Cendrillon est pour de nombreux critiques de qualité légèrement inférieure. On peut y voir à la fois les conséquences des années précédentes, difficiles pour le studio, mais aussi un certain désengagement de Walt Disney pour ce type de film.
Deux suites sont sorties directement sur le marché vidéo dans les années 2000 : Cendrillon 2 : Une vie de princesse en 2002 et Le Sortilège de Cendrillon en 2007. Un remake en prises de vue réelles a été réalisé en 2015, Cendrillon avec Cate Blanchett dans le rôle de Madame de Trémaine et Lily James dans celui de Cendrillon.

## Synopsis

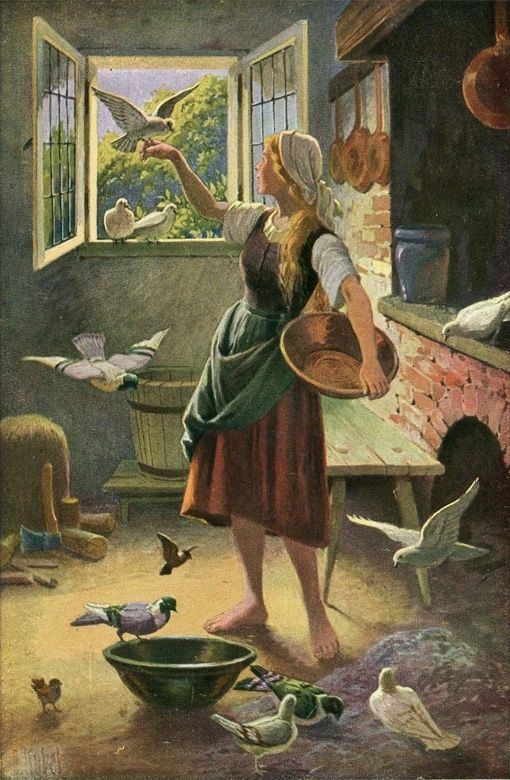
Cendrillon au début du conte. Illustration d'Otto Kubel (1930).

Un livre de contes intitulé Cendrillon s'ouvre et une voix entame la narration du conte. Un châtelain veuf élève tendrement sa fille répondant au nom de Cendrillon. L'homme finit par se remarier avec une dame de son rang, elle-même mère de deux autres filles, Anastasie et Javotte. Mais lorsque le père décède prématurément, la marâtre révèle sa véritable nature : froide et jalouse du charme de Cendrillon, cette dernière est condamnée au rôle de servante et doit accomplir toutes les tâches ménagères, aux profils des intérêts de ses deux détestables belles-sœurs.
Malgré sa condition, Cendrillon reste digne car elle garde en elle l'espoir que ses rêves d'amour se réalisent. La jeune femme peut également compter sur ses amis les oiseaux et souris de la maisonnée. Ces derniers l'aident à se laver et s'habiller, brossant et réparant même ses vêtements. Bientôt, la souris Jaq l'informe qu'une nouvelle souris a été prise au piège. De consistance bedonnante, le nouveau venu est adopté par Cendrillon qui le surnomme Gustave, abrégé Gus, et tandis qu'elle descend s'occuper des tâches ménagères, elle demande à Jaq d'avertir Gus de l'existence du chat Lucifer.
Cendrillon réveille ensuite ce dernier pour que conformément aux ordres, « Monsieur » soit nourri en premier. Lourdaud et paresseux, Lucifer est le seul animal qui n'apprécie pas Cendrillon et réciproquement. Elle retrouve ensuite son chien Pataud en train de rêver qu'il poursuivait le chat, mais Cendrillon le réprimande pour son bien en rappelant la menace que représentent ses deux belles-sœurs, Javotte et Anastasie. Alors que Cendrillon donne à manger aux poules, les souris accourent elles aussi mais Lucifer leur barre le passage. Usant de stratagème, Jaq parvient à faire diversion mais Gus, trop gourmand, se fait surprendre par le chat. Il se réfugie sur l'un des plateaux de petits déjeuners et avant que Lucifer n'ait pu l'attraper, les clochettes des chambrées sonnent et Cendrillon apporte les plateaux. Gus se trouvant sous une des tasses, la souris est inévitablement trouvée par l'une des sœurs. La belle-mère de Cendrillon convoque alors cette dernière et allonge froidement la liste des taches ménagères.
Au palais royal, le Roi passe sa colère sur le Grand-Duc à propos de son fils, le Prince toujours sans épouse. Le Roi souhaite qu'il fonde une famille afin d'avoir des petits-enfants. Pour le retour de voyage du Prince, le Roi demande au Duc d'organiser un grand bal le soir même et, voulant forcer le destin, toutes les jeunes filles à marier du royaume devront y être invitées. Une missive royale arrive bientôt chez Cendrillon avertissant du bal du soir donné en l'honneur du Prince. Anastasie et Javotte sont aux anges et Cendrillon demande à y aller, faisant abstraction des sarcasmes de ses deux belles-sœurs. La belle-mère fait mine d'accepter à condition que tout son ouvrage soit fait et qu'elle ait une robe convenable. Radieuse mais naïve, Cendrillon souhaite retoucher une robe ayant jadis appartenu à sa mère défunte. Mais les trois femmes font tout pour ne pas lui en laisser le temps en l'accablant de toujours plus de travail. Les souris décident alors de confectionner elles-mêmes la robe avec l'aide des oiseaux. Jaq et Gus récupèrent des effets délaissés par les deux sœurs, et, après avoir échappé une nouvelle fois à Lucifer, les apportent à la chambre de Cendrillon où la robe prend forme.
À vingt heures, le bal accueille de nombreuses personnes, le carrosse arrive chez la famille de Cendrillon. Cette dernière n'est pas prête et décide de rester, mais les animaux montrent leur cadeau, et la belle peut donc se joindre au reste de la famille. Machiavélique, la belle-mère détaille la robe à ses deux filles qui découvrent que plusieurs pièces proviennent de leurs affaires. Les deux furies arrachent aussitôt les effets de la robe de Cendrillon qui finit en lambeaux avant que les trois femmes ne quittent la demeure. Abattue, Cendrillon court se réfugier en pleurs sur un banc du jardin, sous les yeux attristés des animaux. C'est alors qu'apparaît sa marraine, la bonne fée. Elle redonne espoir à sa filleule et use de sa baguette magique pour transformer une citrouille en carrosse, les quatre souris en chevaux, le cheval en cocher, le chien Pataud en valet de pied et les guenilles de Cendrillon en une robe blanche immaculée avec des pantoufles de verre. La jeune femme peut désormais se rendre au bal mais la fée prévient que le charme magique s'interrompra au douzième coup de minuit.
Le carrosse traverse la ville et rejoint le palais. Le prince accueille une à une les demoiselles mais n'est guère enthousiasmé au grand dam de son père qui l'observe. Mais au moment où Javotte et Anastasie se présentent à leur tour, le Prince aperçoit Cendrillon traversant le hall et se dirige droit vers elle. Le roi demande alors une valse et le bal débute. Conquis, le monarque part ensuite se coucher et exige du grand-duc qu'on ne dérange pas son fils jusqu'à ce qu'il demande la jeune fille en mariage. Le couple se rend dans les jardins et tombe amoureux. Mais le temps passe et minuit arrivant, Cendrillon est contrainte de s'en aller. Elle court suivie par le prince, mais perd une pantoufle dans l'escalier. Le prince est bloqué par quelques courtisanes et le grand-duc poursuit à son tour Cendrillon avant d'appeler la garde à cheval. La course-poursuite prend finalement fin quand la magie s'interrompt. Cendrillon, qui ignore que son cavalier n'est autre que le prince, peut néanmoins conserver en souvenir l'autre pantoufle de verre et remercie sa fée-marraine.
De son côté, le grand-duc informe le roi de la disparition de la belle inconnue. Le souverain se met en colère et crie au complot. Cependant, le duc l'informe que la jeune femme a laissé derrière elle une pantoufle de verre, que le prince est amoureux et a juré d'épouser la propriétaire de la pantoufle. Le roi ordonne alors que toutes les filles du royaume l'essayent et que celle qui parviendra à la chausser sera reconnue comme la fiancée du prince.
Dans la maisonnée, la nouvelle provoque l'effervescence et Cendrillon est bouleversée par cette nouvelle. La belle-mère s'aperçoit de son état et l'enferme dans sa chambre au désespoir de la jeune femme. Mais Jaq et Gus décident de récupérer la clé. Le grand duc arrive bientôt avec son valet et présente la pantoufle de verre. Anastasie puis Javotte s'évertuent en vain à entrer leur grand pied dans la petite pantoufle, tandis que le grand duc, ayant prospecté toute la nuit, s'assoupit un instant. Ce délai permet aux souris de récupérer la clé et d'escalader l'escalier menant à la chambre mais Lucifer surgit et capture le pauvre Gus avec la clé. Les souris se rebellent, aidées par les oiseaux, mais c'est finalement Pataud appelé à la rescousse qui débloque la situation. Libérée, Cendrillon se présente in extremis et interpelle le drand duc, qui allait partir, pour essayer la pantoufle. Malgré les objections des trois femmes, le grand duc accepte, mais la belle-mère fait en sorte que le valet casse la pantoufle avant le test. Le grand duc est désespéré jusqu'au moment où Cendrillon sort la seconde pantoufle de verre, révélant à tous qu'elle est bien la prétendante recherchée.
Les cloches sonnent dans tout le royaume. Le prince et Cendrillon se marient et partent en carrosse sous l'acclamation du peuple. L'histoire s'achève sur « et ils vécurent heureux ».

## Fiche technique
- Titre original : Cinderella
- Titre français : Cendrillon
- Réalisation : Clyde Geronimi, Wilfred Jackson et Hamilton Luske
- Scénario : William Peed, Erdman Penner, Ted Sears, Winston Hibler, Homer Brightman, Harry Reeves, Kenneth Anderson et Joe Rinaldi d'après Charles Perrault et les frères Grimm
- Conception graphique :
  - Couleur et stylisme : Mary Blair, John Hench, Claude Coats et Don Da Gradi
  - Cadrage (Layout) : Mac Stewart, A. Kendall O'Connor, Tom Codrick, Hugh Hennesy, Lance Nolley, Charles Philippi, Don Griffith, Thor Putnam
  - Décors : Brice Mack, Art Riley, Ralph Hulett, Ray Huffine, Dick Anthony, Merle Cox et Thelma Witmer
- Animation :
  - Supervision : Eric Larson, Marc Davis, Milt Kahl, Frank Thomas, Ward Kimball, Wolfgang Reitherman, Ollie Johnston, John Lounsbery, Les Clark et Norm Ferguson
  - Animation des personnages : Don Lusk, Phil Duncan, Hugh Fraser, Hal King, Fred Moore, Harvey Toombs, Judge Whitaker, Cliff Nordberg, Marvin Woodward, Ken O'Brien, George Nicholas et Hal Ambro
  - Effets spéciaux : George Rowley, Josh Meador et Jack Boyd
- Procédé technique : Ub Iwerks
- Son : C. O. Slyfield (supervision), Harold J. Steck et Robert O. Cook (enregistrement)
- Montage : Donald Halliday (film), Al Teeter (musique)
- Musique : Paul J. Smith et Oliver Wallace
  - Chansons : Mack David, Al Hoffman et Jerry Livingston
  - Orchestrations : Joseph Dubin
- Production : Ben Sharpsteen
- Société de production : Walt Disney Production
- Société de distribution : RKO Radio Pictures
- Budget : 2,2[1],[2] à 2,9[3] millions d'USD
- Pays d'origine :  États-Unis
- Langue originale : anglais
- Format : Couleurs (Technicolor) - 35 mm - 1,37:1 - Son mono (RCA Sound System)
- Durée : 74 minutes
- Genre : conte de fée, comédie romantique
- Dates de sortie[4] : 
  - États-Unis : 15 février 1950[5]
  - France : 22 décembre 1950
- Affiche : Boris Grinsson (France)

Sauf mention contraire, les informations proviennent des sources concordantes suivantes : Leonard Maltin, Pierre Lambert,, John Grant et Jerry Beck.

## Distribution

### Voix originales

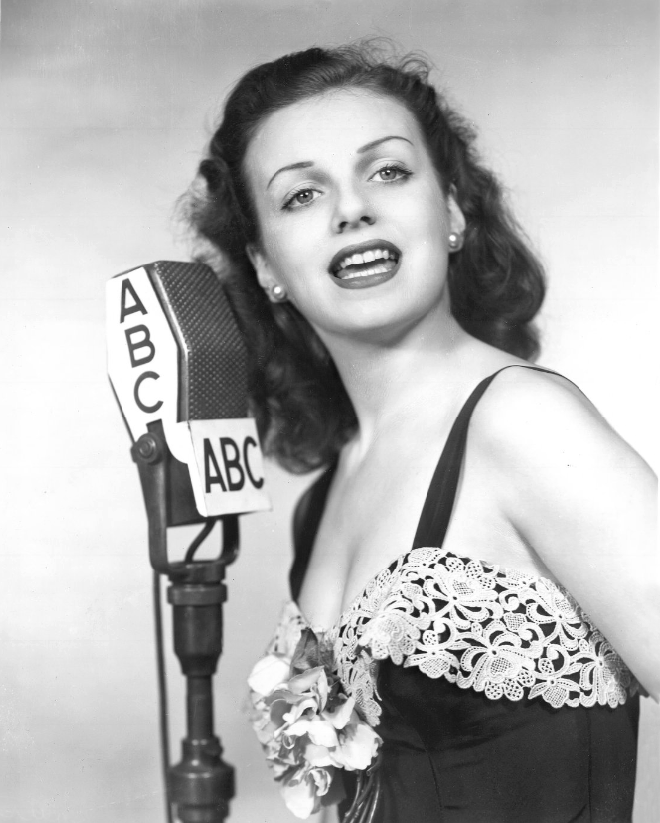
Ilene Woods dans les années 1940.

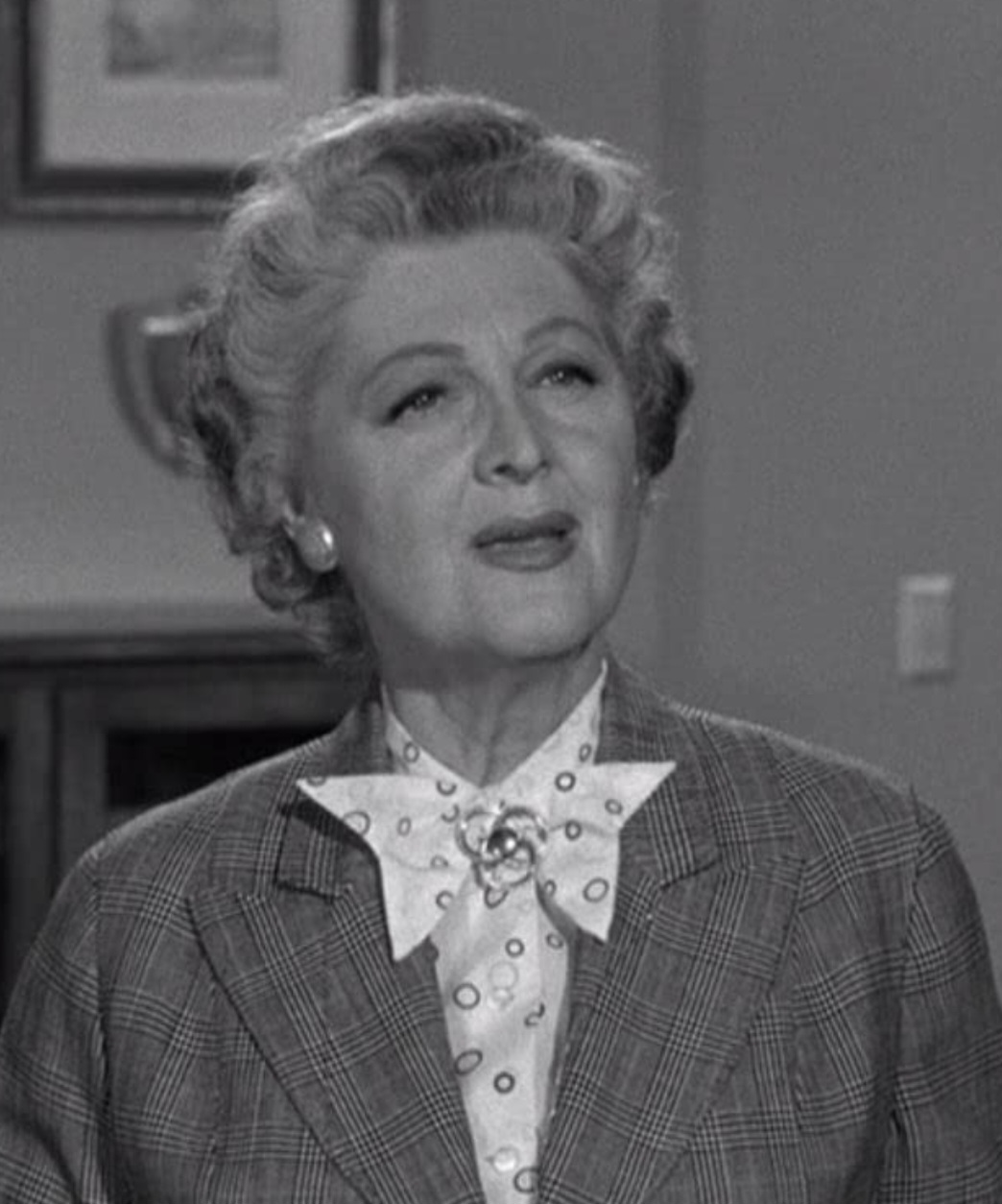
Eleanor Audley en 1962.

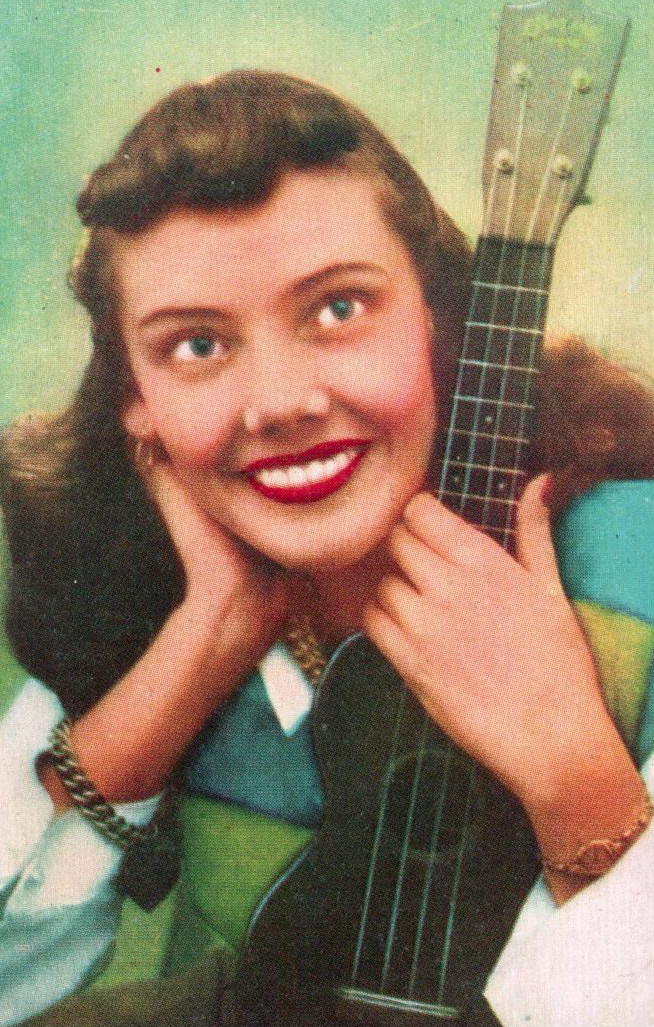
Rhoda Williams en 1953.

- Ilene Woods : Cinderella (Cendrillon)
- Eleanor Audley : Madame de Trémaine (la marâtre)
- Rhoda Williams : Drizella (Javotte)
- Lucille Bliss : Anastasia (Anastasie)
- Verna Felton : Fairy Godmother (la marraine-fée)
- James MacDonald : Jaq / Gus / Bruno (Pataud)
- William Phipps : Prince Charming (le prince charmant, voix parlée)
- Mike Douglas : Prince Charming (le prince charmant, voix chantée)[11],[12]
- Luis van Rooten : King (le roi) / Grand Duke (le grand-duc)
- Don Barclay : Doorman (le cocher)
- June Foray : Lucifer
- Lucille Williams : Perla (Suzy)
- Clint McCauley : Mice (souris)
- Betty Lou Gerson : Narrator (la narratrice)
- Claire Du Brey : Additional voices (voix additionnelles)
- Marion Darlington : Birds (oiseaux)

### Voix françaises

#### 1erdoublage(1950)
- Paule Marsay : Cendrillon (voix parlée)
- Paulette Rollin : Cendrillon (voix chantée)
- Héléna Manson : la marâtre
- Lita Recio : la marraine-fée
- Jacques Bodoin : Jaq et Gus
- Dominique Tirmont : le prince
- Camille Guérini : le roi (non crédité)[13]
- André Bervil : le grand-duc
- Mony Dalmès : la narratrice
- Georges Hubert
- Casti et Lanci

Doublage réalisé par RKO Films (Léon et Max Kikoïne), adaptation française : Louis Sauvat, direction artistique : Daniel Gilbert (texte), Georges Tzipine (chansons), supervision : Victor Szwarc.
Sources : Cartons du générique et Objectif Cinéma

#### 2edoublage(1991)
- Dominique Poulain : Cendrillon
- Jacqueline Porel : la Marâtre
- Dominique Chauby : Javotte
- Barbara Tissier : Anastasie
- Claude Chantal : la marraine-fée
- Jacques Frantz : Gus
- Emmanuel Jacomy : Jaq et le Prince
- Michel Chevalier : le Prince (chant)
- Jacques Deschamps : le Roi
- Jean-Luc Kayser : le Grand-duc
- Raymond Baillet : le Messager / le Valet de pied
- Bernard Musson : l'Aboyeur de la cour
- Maurice Decoster : Luke
- Claude Lombard : Suzy
- Brigitte Virtudes : la narratrice

Source : Objectif Cinéma

## Distinctions

### Récompenses
- Mostra de Venise 1950 : prix spécial du jury
- Berlinale 1951 : 
  - Ours d'or du meilleur film musical
  - prix du public : Grand plat d'argent
- Young Artist Awards 1999 : prix pour l'ensemble de sa carrière en tant qu'ancienne enfant-star à Lucille Bliss

### Nominations
- Mostra de Venise 1950 : en compétition pour le Lion d'or (sélection officielle)
- prix Hugo 1951 : Meilleure présentation dramatique
- Oscars 1951 : 
  - Meilleure musique pour Oliver Wallace et Paul J. Smith
  - Meilleure chanson pour Bibbidi-Bobbidi-Boo (Mack David, Al Hoffman et Jerry Livingston)
  - Meilleur son pour C.O. Slyfield
- Satellite Awards 2005 : Meilleur DVD pour enfants

## Sorties cinéma
Sauf mention contraire, les informations suivantes sont issues de l'Internet Movie Database.

### Premières nationales
- États-Unis : 15 février 1950
- Argentine : 5 juillet 1950
- Italie : août 1950 (Première à la Mostra de Venise), 8 décembre 1950 (sortie nationale)
- Australie : 13 octobre 1950
- Danemark : 18 novembre 1950
- France : 1er décembre 1950
- Pays-Bas : 7 décembre 1950
- Finlande : 15 décembre 1950
- Suède : 18 décembre 1950
- Norvège : 26 décembre 1950
- Mexique : 17 janvier 1951
- Hong Kong : 4 octobre 1951
- Allemagne de l'Ouest : 21 décembre 1951, juin 1960 (Festival de Berlin)
- Japon : 7 mars 1952
- Autriche : 5 décembre 1952
- Espagne : 19 décembre 1952

### Ressorties principales
- États-Unis : 14 février 1957, 9 juin 1965, 23 mars 1973, 18 décembre 1981, 20 novembre 1987
- Italie : 19 décembre 1958, 22 décembre 1967, 19 décembre 1975, 17 décembre 1982
- Japon : 18 mars 1961, 23 mars 1974, 7 août 1982, 18 juillet 1987
- Finlande : 15 décembre 1967
- Danemark : 26 décembre 1967
- Allemagne de l'ouest : 18 juillet 1980, 16 juillet 1987
- Suède : 30 mars 1985, 9 août 1991
- Australie : 11 avril 1991
- Argentine : 9 janvier 1992
- France : 17 décembre 1958[16],13 décembre 1967[16], 6 décembre 1978[16], 2 juillet 1986[16], 17 avril 1991[16], 20 juillet 2005

## Sorties vidéo
- octobre 1988 : VHS (Québec et États-Unis) avec 1er doublage
- 27 novembre 1991 : VHS avec 2e doublage
- octobre 1995 : VHS (Québec et États-Unis) avec 2e doublage
- Février 1998 : VHS avec image restaurée et 2e doublage
- Février 1998 : LaserDisc avec image restaurée et 2e doublage
- 4 octobre 2005 : DVD Édition Platine (Québec et États-Unis) avec restauration numérique et 2e doublage
- 26 octobre 2005 : Double DVD collector avec restauration numérique et 2e doublage
- 26 octobre 2005 : DVD simple avec 2e doublage
- 26 octobre 2005 : VHS avec restauration numérique et 2e doublage
- 26 septembre 2012 : Blu-ray
- 26 septembre 2012 : DVD

## Origines et production
À la fin des années 1930, après le succès de Blanche-Neige et les Sept Nains sorti en 1937, le studio Disney finalise plusieurs projets importants tels que Pinocchio, Fantasia et Bambi et se lance sur de nombreux autres projets. Les trois principales productions entamées à cette époque sont Cendrillon, Alice au pays des merveilles et Peter Pan,. En raison de nombreux éléments dont les conséquences de la Seconde Guerre mondiale, le studio est forcé de repousser ces projets et de modifier ses productions durant la décennie 1940. Plusieurs projets sont lancés pour retrouver une certaine rentabilité avec des productions à faibles coûts. Le studio réalise alors plusieurs longs métrages d'animation qui ne sont en réalité que des compilations de moyens voire de courts métrages.

### Préproduction

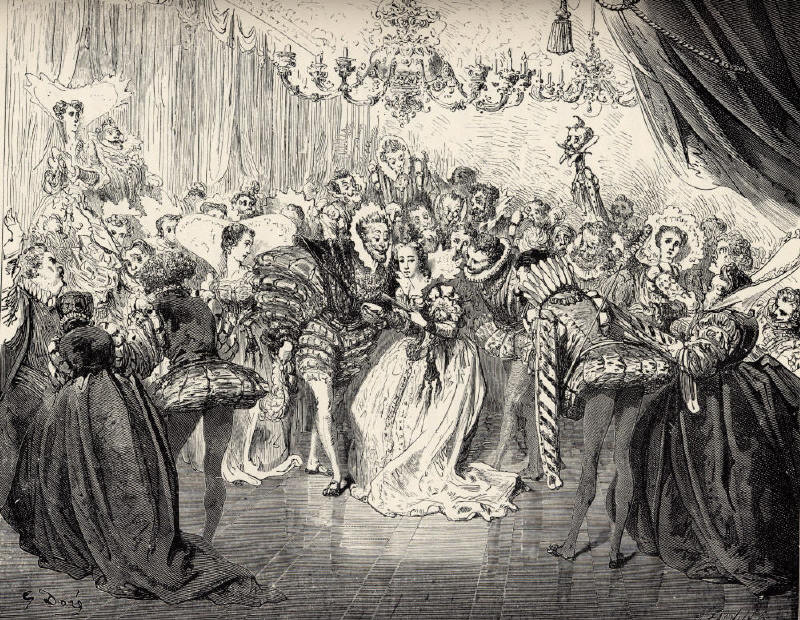
Illustration de Gustave Doré pour l'édition de 1897 du conte de Charles Perrault.

Le conte Cendrillon ou la Petite Pantoufle de verre de Charles Perrault a souvent servi de base pour des œuvres théâtrales (comme le ballet de Prokofiev) ou cinématographiques. Jerry Beck dénombre entre 1898 et 2005 pas moins de 38 adaptations cinématographiques par différents studios du conte de Cendrillon. Jeff Kurtti évoque quant à lui l'internationalité et l'intemporalité du conte dont l'une des plus anciennes variantes attestées remonte au IXe siècle en Chine, mais aussi une version nigériane avec une jeune fille, une grenouille et le fils du chef,.
Walt Disney s'était déjà essayé à l'adaptation du conte au sein de son studio Laugh-O-Gram à Kansas City avec le court métrage Cinderella (1922),,. Cette version était toutefois très librement adaptée et, d'après John Grant, « distordue ». Pour lui, la principale différence concerne les deux belles-sœurs, l'une est grosse et affalée dans un hamac lisant un livre intitulé Comment manger et grandir élancée (ce qu'elle n'arrive pas à atteindre,), l'autre étant maigre et lisant attentivement un livre intitulé Les Secrets de la beauté.
En 1933, le studio Disney tente d'adapter le conte comme un court métrage de la série des Silly Symphonies, mais ce projet est annulé,. Burt Gillett était le réalisateur assigné à ce court métrage et Frank Churchill le compositeur. Un scénario daté de décembre 1933 circule alors au sein du studio et mentionne une souris blanche amicale, des oiseaux chantant et jouant avec Cendrillon ainsi que de nombreuses idées de gags,. Pour une raison inconnue, mais peut-être à relier à la sortie en août 1934 de Poor Cinderella avec Betty Boop produit par les Fleischer Studios, ce court métrage n'a pas été produit.

#### Premiers scripts et suspension de la production
Selon Michael Barrier, le projet de faire un long métrage ayant pour thème Cendrillon date de 1938,. Une nouvelle adaptation de Cendrillon par le studio Disney est attestée au début des années 1940 par un script écrit par Dana Cofy et Bianca Majolie en 1940. Les deux auteurs ajoutent quelques personnages en leur donnant à chacun un nom amusant : Florimel de la Poche la marâtre, Wanda et Javotte les belles-sœurs, Dusty la souris domestique, Clarissa une tortue domestique, Bon Bon le chat, Spink l'aide de camp du prince et M. Carnewal le professeur de danse. Dans cette version, Cendrillon est enfermée après le bal et c'est la souris qui chipe le soulier et l'emporte dans le cachot suivi par l'aide de camp du prince. Selon Bob Thomas, Walt Disney voyait en Cendrillon les mêmes qualités que Blanche-Neige et n'arrivait pas à rendre les personnages d'Alice et Peter Pan assez chaleureux. Il se concentre alors sur cette production. À partir du scénario de Cofy et Majolie, de nombreux changements sont effectués par plusieurs auteurs. Ainsi, la robe de Cendrillon est confectionnée par les souris pour les rendre plus présentes. La confection des deux robes de bal du conte original est regroupée pour étoffer l'action.
Le 27 juin 1941, en raison de la grève des studios Disney, Walt Disney suspend la production des longs métrages Cendrillon, Peter Pan et Alice aux pays des merveilles. Après le décès de Frank Churchill en 1942, Walt Disney confie la musique aux compositeurs Oliver Wallace et Paul J. Smith. Il confie aussi la mission d'écrire les paroles des chansons du film aux paroliers Mack David, Al Hoffman et Jerry Livingston, tous trois de Tin Pan Alley.
En septembre 1943, Walt Disney lance un plan de travail pour la production du film, nommant Dick Huemer et Joe Grant comme superviseurs et allouant un budget d'un million de dollars. En raison d'un conflit personnel entre les scénaristes Maurice Rapf et Dalton Reymond lors de l'écriture de Mélodie du Sud (1946), Disney décide à la fin de l'été 1944 de transférer Rapf sur le scénario du film Cendrillon. Rapf conçoit une variante où Cendrillon est encore plus active. En effet Cendrillon est, au contraire de Blanche-Neige, une jeune femme qui souhaite et agit pour changer sa condition. Ainsi chez Rapf, Cendrillon doit se rebeller contre sa belle-famille pour atteindre son but, et va jusqu'à jeter des objets sur sa belle-mère et ses belles-sœurs avant de les enfermer dans le hall de leur maison.
Malgré le projet de 1943, la production ne dépasse pas l'étape des storyboards. Entre mars et avril 1946, seulement trois réunions se tiennent en présence de Walt pour évoquer le projet. Walt annonce toutefois officiellement la production de Cendrillon au public, qui s'en enthousiasme. Durant l'année 1946, Larry Morey et Charles Wolcott écrivent six chansons pour Cendrillon, qui ne seront finalement pas utilisées : Sing a Little, Dream Little pour la scène du ménage, The Mouse Song pour la séquence de la robe, The Dress My Mother Wore pour une scène où Cendrillon rêve de la beauté de sa mère disparue, Dancing on a Cloud chantée lors d'une danse avec le prince durant le bal et originellement prévue pour Blanche-Neige, I Lost my Heart at the Ball chantée par Cendrillon après le bal et son pendant, chanté par le prince The Face that I see in the Night.
L'année 1947 est marquée par une importante réduction du nombre de productions en cours. Au début de l'année 1947, alors que la production du film Danny, le petit mouton noir est stoppée pour sept semaines, l'animation de Coquin de printemps (1947) s'achève et deux autres compilations sont en préparation, Mélodie Cocktail et Two Fabulous Characters, renommée par la suite Le Crapaud et le Maître d'école. Les autres longs métrages sont plus ou moins à l'arrêt.

#### Reprise de la production
Le 24 mars 1947, un pré-scénario écrit par Ted Sears, Homer Brightman et Harry Reeves est choisi pour aller plus avant dans la production de Cendrillon et un storyboard « définitif » est confirmé peu de temps après par un compte-rendu publié courant mai. Neal Gabler situe ces événements au printemps 1946. En septembre 1947, peu avant la sortie de Coquin de printemps, la société Disney publie ses résultats financiers annuels. Ils indiquent que sa dette vis-à-vis des banques est passée de 4,2 millions à 3 millions d'USD, valeur pour l'époque moins effrayante et plus gérable, et offrant de meilleures perspectives. La situation n'est pourtant pas radieuse et le studio se doit de finir un film avec le budget le plus faible possible, film qui doit être assurément profitable,. Afin de conserver une possibilité de bénéfices, le studio emploie les méthodes de réduction de coûts apprises durant les années précédentes, dont le découpage et l'évaluation de chaque scène avant toute animation ou l'utilisation des contours de personnages humains pour l'animation (cf. ci-après). En novembre 1947, Sharpsteen informe Walt de l'avancement du projet : Bill Peet travaille sur la scène des souris aidant Cendrillon à s'habiller, Olliver Wallace a enregistré la chanson So This Is love, Hamilton Luske et Wilfred Jackson poursuivent les tournages avec les acteurs et les scénaristes Winston Hibler et Ted Sears ont rejoint la production du film Le Crapaud et le Maître d'école (1949).
Au début de l'année 1948, la production de Cendrillon est de nouveau attestée. Elle est assez avancée pour envisager sa sortie avant l'autre grosse production du studio, Alice au pays des merveilles. Une retranscription d'une réunion datée du 15 janvier 1948 indique que Walt Disney reprend et développe les idées et points cruciaux du scénario de Cendrillon présentés sur des storyboards. D'après une lettre de Dick Huemer, Walt décida un beau jour de relancer la production du film en stoppant le développement des séquences non essentielles. En recoupant les informations de Barrier et de Jack Kinney, il semble qu'au début de l'année 1948, alors que Kinney présentait avec son équipe de vingt personnes l'avancement du projet Peter Pan lors d'une réunion qui dura deux heures et demie, Walt annonça à la fin de la réunion, après un long silence, qu'il pensait à Cendrillon,, comme prochain long métrage du studio.
Afin de réduire les coûts, une scène conçue par Huemer et Norman Ferguson presque prête pour être animée, présentant une leçon de musique pour les deux belles-sœurs étudiant auprès d'un maître français la harpe et la flûte située juste avant l'arrivée du message pour le bal, a été réduite à une sœur à la flûte et l'autre chantant. Un autre exemple de réduction de coûts concerne la musique. Plusieurs des chansons écrites par les paroliers David, Hoffman et Livingston n'ont pas été retenues, dont une intitulée Cinderella Work Song sur laquelle Cendrillon se dupliquait pour achever toutes ses tâches, dont la confection de sa robe, avant d'aller au bal. Cette scène a été remplacée pour des raisons économiques par une confection de la robe par les souris.
L'approche de la sortie fin 1949 de la compilation Le Crapaud et le Maître d'école conforte Walt Disney dans l'idée que techniquement, son studio peut à nouveau produire des longs métrages d'animation d'un seul tenant. Les critiques de l'époque évoquent pour la plupart leur impatience pour ce long métrage au détriment d'une analyse de cette compilation. Mais après la sortie de Danny, le petit mouton noir en 1948, Walt Disney commence à s'intéresser à d'autres sujets que l'animation, tels que les trains miniatures (avec son Carolwood Pacific Railroad) ou les parcs à thèmes, le projet du film Cendrillon étant devenu selon Michael Barrier « moins satisfaisant ». D'après Ollie Johnston, durant la production de Cendrillon, Walt Disney ne se rendait dans le bureau du réalisateur Wilfred Jackson qu'une fois toutes les trois ou quatre semaines, au lieu des deux à trois fois par semaine. Jackson ajoute que Walt était une personnalité qui générait beaucoup plus d'inspiration quand on était en contact direct avec lui tous les deux ou trois jours que quand il vous laissait plus de latitude et venait vous voir de manière moins fréquente.

#### Adaptation du conte

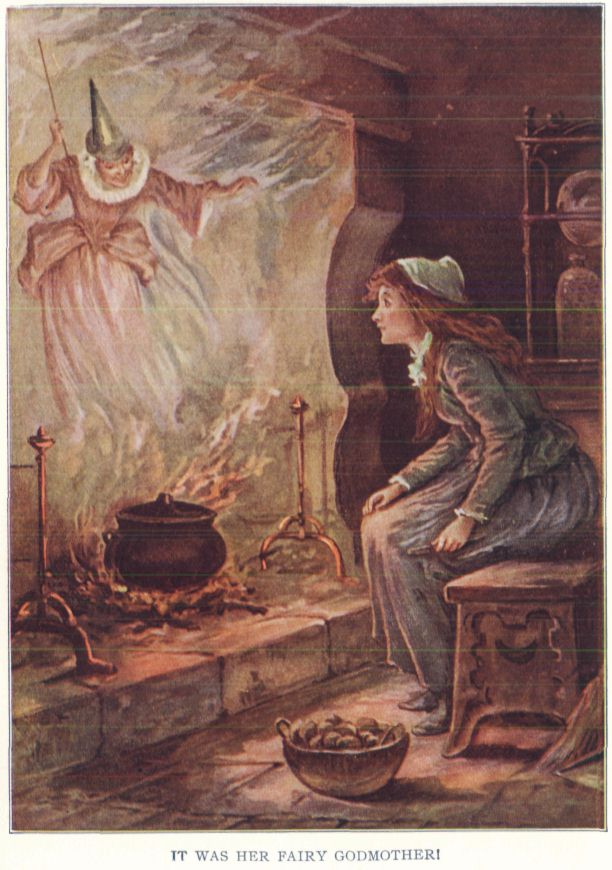
Cendrillon et la fée marraine dans Childhood's Favorites and Fairy Stories (1909).

Le studio a largement calqué la base de son scénario sur la version de Charles Perrault. Ainsi, le père de Cendrillon meurt au début de l'histoire et le sortilège prend fin au douzième coup de minuit. À partir du bal, l'histoire est plus proche de la version des frères Grimm, principalement en ce qui concerne les comportements de Cendrillon et du prince. Parmi les éléments confirmant l'utilisation de la version de Perrault et non celle des Grimm, Allan cite l'absence de la fée-marraine, l'absence de la citrouille et la pantoufle de verre au lieu de celle en or. Mais Disney a repris les oiseaux aidant Cendrillon et « l'insistance du sadisme de la marâtre » présents seulement chez Grimm.
Le principal défi pour le studio, semblable à celui pour la production de Blanche-Neige, a été d'ajouter assez de personnages secondaires et d'événements supplémentaires pour étoffer et rendre l'histoire, simple et familière du conte, assez longue et divertissante pour un long métrage. L'histoire développée en long métrage reprend des éléments dont les gags conçus pour la Silly Symphony avortée de 1933-1934. Barrier rappelle que le conte de Cendrillon est probablement bien plus ancien que celui de Blanche-Neige, mais il affirme que leurs points de similitude auraient conduit les équipes de production à tenter quelques « réutilisations ». Quelques éléments viennent confirmer son affirmation. Dans le scénario de mars 1947, le Prince charmant possède les mêmes caractéristiques que celui de Blanche-Neige, tandis que la version de mai propose une approche différente du conte original avec une ambiance fermière de la vie de Cendrillon, reprenant plus ou moins la vie de Blanche-Neige dans la chaumière des nains. Le 17 mars 1948, Walt Disney demande à ses animateurs de supprimer ou minimiser ces ressemblances pour ne pas refaire un Blanche-Neige.
Mais la version de Disney diffère, comme pour Blanche-Neige, de la version originale par des ajouts. Un élément ajouté par Disney est le conflit entre le chat Lucifer et les souris. Cet élément n'est qu'une suggestion lors d'une réunion le 25 mars 1947 et devient un élément important dans une réunion du 15 janvier 1948. C'est après cette réunion que Walt nomme Bill Peet (alias William Peed), auteur des gags de Mélodie du Sud (1946), scénariste sur les scènes chat-souris. La scène de poursuite entre Lucifer et les souris pour les morceaux de la robe de Cendrillon n'a été conçue que plus tard, et son animation réalisée par John Lounsbery n'a été visionnée que le 28 février 1949. Cette scène était conçue pour satisfaire l'intérêt du public pour les animaux.

### Aspect artistique
Ollie Johnston et Frank Thomas écrivent que Cendrillon est le film Disney le plus minutieusement planifié, avec un scénario écrit dans les moindres détails, des personnages développés avec attention, le tout basé sur une structure musicale,. Un des principaux problèmes artistiques du film est qu'il a toujours semblé plus facile de reproduire une histoire d'amour entre humains avec des acteurs en chair et en os qu'avec des dessins, la solution résidant dans la force des personnages animés pour s'y identifier, leur aspect convaincant.
Afin de respecter au mieux les mouvements du carrosse, rendus difficiles par les roues en spirales, A. Kendall O'Connor a créé une maquette miniature puis l'a filmée,,. Ce procédé de création à l'aide de maquette avait été inauguré par Joe Grant et les marionnettes de Pinocchio. Afin de donner un mouvement plus important au carrosse, la scène a été dessinée selon un plan circulaire. En raison des nombreuses scènes vues sous l'angle des souris, Allan associe ce type de prises de vue subjectives, au genre du film noir. Allan, repris par Bruno Girveau, voit aussi un parallèle dans le traitement de la relation Cendrillon/Belle-Mère et celle de Mrs. Danvers/Mrs. de Winter dans le film Rebecca (1940) d'Alfred Hitchcock, renforcé par la ressemblance des voix des actrices,.
Le film comporte quelques nouveaux effets spéciaux. Un effet spécial permet dans la scène de la chanson Doux Rossignol de voir l'image de Cendrillon se refléter dans les bulles de savon, ce qui a nécessité la résolution de nombreux problèmes techniques en plus de ceux intrinsèques à l'animation des bulles. La scène de l'apparition de la fée marraine comporte plusieurs effets, le premier pour l'apparition étincelante et un autre pour les particules lumineuses l'entourant, dont le nombre a été augmenté selon le souhait de Walt, et baptisé par la suite Poussière Disney,.

#### Décors
En raison du départ des studios de Gustaf Tenggren, Albert Hurter et Tyrus Wong durant la Seconde Guerre mondiale, Walt Disney confie la direction artistique principalement à Mary Blair, jeune artiste qui a fait ses armes, à la suite de sa participation au voyage en Amérique du Sud en 1941, sur les compilations des années 1940 telles que Saludos Amigos (1942) et Les Trois Caballeros (1944). Blair et Marc Davis ont réalisé de très nombreuses esquisses pour trouver les formes et les couleurs des costumes des personnages en particulier pour les invités du bal. Le film contient une influence française pour l'atmosphère expressionniste et germanique en raison de sa parenté avec le genre du film noir,. Allan évoque les paysages bucoliques de Fragonard. Mais alors que certaines des précédentes productions, dont Dumbo et Bambi, incluent une forme de dichotomie de style, Cendrillon possède une uniformité visuelle tout au long du film. Les couleurs sombres et froides prévalent, bleu, bordeaux et mauve, mais sont compensées par des lumières claires et douces, accentuant la magie et le mystère du fantastique.
Tenggren et Hurter (ce dernier est mort en 1941 et son influence est regrettée) avaient œuvré sur Blanche-Neige et les Sept Nains (1937) et Pinocchio (1940), et Wong sur Bambi (1942). On peut aussi noter la présence de John Hench à la supervision de la couleur.
Parmi les réalisations supervisées par Blair, on peut noter la scène de bal avec la danse du Prince et de Cendrillon qui possède une atmosphère romantique évoquée par un usage créatif des couleurs et de la lumière noire. Une autre réalisation est l'aspect romancé au lointain du château dans un décor maussade, très gris, permettant de mieux communiquer au public la tristesse de Cendrillon qui ne peut se rendre au bal. Robin Allan considère les scènes des souris assistant Cendrillon comme des réminiscences des œuvres de Beatrix Potter. Ainsi à l'instar de The Tale of Samuel Whiskers, le spectateur découvre l'autre côté du mur en passant par le trou de souris, de même le chat Lucifer emprisonne une souris sous une tasse à thé comme dans Le Tailleur de Gloucester (The Tailor of Gloucester),, artiste adepte de l'anthropomorphisme.
Bruno Girveau relie l'ensemble des châteaux présents dans les longs métrages d'animation Disney au résultat d'un même processus d'élaboration basé sur de longues recherches iconographiques et motivé par le développement et l'enrichissement de l'imaginaire souhaité par Walt Disney, la magie Disney. L'architecture commune est dominée par la nostalgie de l'Europe romantique et plus particulièrement des contreforts germaniques des Alpes. Allan apparente certains plans du château et de ses soldats au film Le Triomphe de la volonté (1935) de Leni Riefenstahl, principalement avec la présence des longs escaliers, des colonnades, des banderoles et surtout les alignements de soldats. Il assimile aussi la montée puis la descente des marches aux comédies musicales hollywoodiennes de Busby Berkeley.

#### Musique et ambiance sonore
Durant la production, les réalisateurs ont travaillé de manière rapprochée avec les compositeurs, comme Wilfred Jackson avec Oliver Wallace, qui selon Barrier a été le plus impliqué des trois réalisateurs. Mais Jackson regrette que la musique des longs métrages d'animation dès Blanche-Neige et les Sept Nains, n'est plus aussi soigneusement synchronisée avec l'action que celle des courts métrages, s'éloignant de ce qui a été surnommé le mickeymousing. Barrier explique que la musique du film a été composée comme à l'accoutumée avant la mise en animation afin d'avoir un support rythmique. Mais pour certaines séquences, Olliver Wallace a dû composer des musiques ou des intermèdes pour compléter la bande sonore devenue muette par des animations plus longues.
Maltin indique que sans la présence de la musique, la scène dans laquelle les souris et les oiseaux confectionnent la robe de Cendrillon ne fonctionnerait pas car elle donne une direction et un tempo. De même, la chanson Bibbidi-Bobbidi-Boo permet de donner à la Marraine un air jovial.
Les scénaristes et animateurs ont développé un rythme, basé sur le carillon de l'horloge du palais et découpant la fuite de Cendrillon en étapes clairement définies :
- 1er coup : Cendrillon prend congé du prince ;
- 2e coup : Cendrillon s'enfuit en courant ;
- 3e coup : Cendrillon prend congé du Grand-Duc ;
- 4e coup : Cendrillon perd sa pantoufle ;
- 5e coup : le Grand-Duc trouve la pantoufle ;
- 6e coup : le carrosse part au galop ;
- 7e coup : les portes du palais sont fermées ;
- 8e coup : le Grand-Duc lance les gardes à la poursuite du carrosse ;
- 9e coup : le carrosse est pris en chasse par les gardes ;
- 10e coup : le carrosse et les gardes traversent un pont ;
- 11e coup : le carrosse redevient une citrouille ;
- 12e coup : le sortilège prend fin.

#### Bande originale
- Cendrillon (Cinderella) - Soliste et chœur
- Tendre Rêve ou Le Rêve de ma vie (A Dream Is a Wish Your Heart Makes) - Cendrillon
- Doux Rossignol (Oh, Sing Sweet Nightingale) - Javotte et Cendrillon
- Les Harpies (The Work Song) - Jaq et les autres souris
- Tendre Rêve ou Le Rêve de ma vie (reprise) - Les Souris
- Bibbidi-Bobbidi-Boo - La Marraine
- C'est ça, l'amour (So This Is Love) - Cendrillon et le Prince
- Tendre Rêve ou Le Rêve de ma vie (Final) - Chœurs
- Cendrillon au travail (non utilisé)
- Danser sur un nuage (non utilisé)

### Personnages
Comme évoqué, lors des différentes phases d'écriture du scénario et jusqu'au dernier moment de la production, l'équipe de Disney a ajouté de nombreux personnages aux contes de Perrault et des frères Grimm. Ces ajouts se rangent dans deux catégories, les humains et les animaux. Parmi les humains, on voit apparaître le Roi et le Grand-Duc, ce dernier est le conseiller du Roi et l'aide à arranger un bal pour trouver une épouse pour le prince. Les scénaristes Disney ont ajouté beaucoup plus d'animaux que d'humains, dont les souris Jaq et Gus, le chat Lucifer et aussi le chien Pataud (Bruno). Deux intrigues basées autour des souris ont permis d'égayer le scénario, l'une les confrontant à Lucifer, l'autre aux humains. Tout au long du film, les personnages animaliers prennent part de manière importante aux actions, en commençant par la première scène où Cendrillon est réveillée par des oiseaux qui l'aident ensuite à se vêtir. De plus, les actions des animaux et des hommes s'intègrent parfaitement les unes aux autres permettant des transitions dans un flux continu d'actions.

#### Humains
À l'instar de Blanche-Neige et les Sept Nains et pour baisser les coûts de production, les animateurs ont utilisé un film de préproduction en noir et blanc tourné spécialement pour servir de base aux personnages humains,. Marc Davis estime à 90 % la part des scènes qui sont filmées avec des acteurs avant d'être animées. Barrier ne donne pas de chiffre, mais pour lui, presque l'intégralité des scènes du film ont été tournées ainsi. Les animateurs se sont ensuite inspirés des mouvements des acteurs et les ont parfois même décalqués, technique nommée rotoscopie et permettant d'obtenir des photostats. Thomas et Johnston indiquent a contrario que, même si le dessin de l'animateur et le photostat sont parfois très proches, ces derniers ne sont que des guides pour les aider car rien ne peut être réellement décalqué. Frank Thomas indique que Cendrillon et ses proches étaient tous de vraies personnes et qu'il voulait ne pas en faire des personnages mi-humains, mi-cartoon. Christopher Finch distingue deux types d'êtres humains : ceux traités de manière « naturaliste » (Cendrillon, le Prince et la Belle-mère) et ceux plus proches de la caricature (Belles-sœurs, Roi et Grand-Duc). Neal Gabler affirme que Mary Blair a retravaillé les dessins des personnages à la demande de Walt afin de gommer les ressemblances avec ceux de Blanche-Neige.
La technique de rotoscopie a été utilisée régulièrement dans les productions de Disney pour les personnages féminins. Une conséquence de cette volonté, semble-t-il partagée par les membres de la production, est que Cendrillon, ou sa belle-mère, partagent rarement l'écran avec un personnage clairement cartoon afin de ne pas ôter leurs origines d'acteurs réels. Barrier ajoute que c'est de cela que découle l'ajout du conflit parallèle entre le chat Lucifer et les souris.

##### Cendrillon
Le personnage principal est Cendrillon. Elle sert souvent de passerelle entre les deux mondes (humains et animaux) interagissant avec les souris ou les oiseaux, ce qui la rend selon Maltin « très agréable ». Grâce aux chansons, il est possible de connaître ses sentiments, son côté tendre et affectueux.
L'animation de l'héroïne a été confiée à Eric Larson et Marc Davis. Les deux animateurs n'avaient pas la même perception du personnage, Davis accentuant le raffinement et Larson optant pour la simplicité. L'actrice Helene Stanley a servi de modèle vivant pour Cendrillon mais aussi par la suite pour Aurore, princesse de La Belle au bois dormant (1959) et pour Anita des 101 Dalmatiens (1961).
Pour David Whitley, ces trois personnages féminins ne sont que des déclinaisons de Blanche-Neige. Selon Whitley, Blanche-Neige est l'archétype de la princesse qui se fait une place dans le monde, devant s'appuyer sur les forces de la nature et ses représentants, les animaux. Salomon pointe le fait qu'un élément constitutif de ces héroïnes est la faculté de parler avec les animaux. Whitley poursuit en expliquant, Cendrillon et Aurore ne sont que des variations de cet archétype et il faut ajouter à cette liste Ariel la princesse de La Petite Sirène (1989), une déclinaison sous-marine. Brode note que Cendrillon est la première héroïne Disney ayant une chevelure blonde. Pour Grant, l'actrice Helene Stanley, une brune et non une blonde comme Cendrillon, devait à la vue de ses performances de danseuse être plus belle que le personnage modelé sur elle.
Toutefois, lors d'une réunion du 13 décembre 1948 et après avoir vu l'animation de Cendrillon au début du film, Walt Disney demande aux animateurs qu'il considère comme bons de prendre plus de liberté et de ne pas donner l'impression de recopier les photostats, obtenus par rotoscopie. Davis indique qu'à l'époque les caractéristiques du personnage de Cendrillon n'avaient pas été définies lors d'une étape préliminaire de conception-modélisation des personnages, comme c'est le cas dans les autres productions. Dans le cas de Cendrillon, plusieurs dizaines de mètres d'animation avaient été réalisés avant cette définition. Davis compare dans une interview de 1982 Cendrillon avec une autre de ses créations, Cruella d'Enfer des 101 Dalmatiens (1961) : « Cendrillon est plus difficile [à animer] car elle porte l'histoire... Elle doit être crédible, réelle et vous devez pouvoir ressentir de la sympathie pour elle. [Cruella au contraire est] un personnage plus gratifiant à faire parce que... il provoque le rire. » Pour Grant, Cendrillon diffère de nombreux personnages centraux des longs métrages de Disney car, pour participer au bal, elle y met toutes ses forces. Le but de cette présentation était de montrer Cendrillon comme une jeune femme agréable mais pas coquette.
Sur près de 400 postulantes, c'est Ilene Woods qui fut choisie pour interpréter la voix de Cendrillon. Cependant, elle ne savait même pas qu'elle auditionnait pour le rôle jusqu'à ce que Walt Disney ne la contacte : elle avait enregistré sa voix pour des amis, les paroliers Mack David et Jerry Livingston, qui l'avaient envoyée aux studios Disney sans l'avertir.

##### La Belle-mère, Javotte et Anastasie
La famille de Cendrillon est constituée de sa belle-mère et de ses deux belles-sœurs. La belle-mère ne porte pas de nom précis dans le conte de Charles Perrault, principe repris dans la version française, mais a été nommée dans la version anglophone Madame de Trémaine. Les belles-sœurs de Cendrillon se nomment Javotte et Anastasie comme dans l'histoire originale mais respectivement Drizella et Anastasia, en anglais. Ce sont des belles-sœurs car elles n'ont ni le même père ni la même mère, leur mère ayant épousé le père de Cendrillon après leur naissance. Lors du bal, elles sont présentées dans le film par l'intendant comme Javotte et Anastasie de Trémaine. D'après le Littré, la trémaine est un des noms vulgaires du trèfle des prés, utilisé par exemple dans le chapitre I de L'Ensorcelée de Jules Barbey d'Aurevilly.
La marâtre a été animée par Frank Thomas, de manière « conventionnelle » pour la rendre terrifiante bien qu'il soit plus habitué à des personnages sympathiques tels Pinocchio ou Bambi,. Thomas a été assisté par Harvey Toombs. Elle ne possède aucun pouvoir magique mais est le pendant de la Reine-sorcière de Blanche-Neige et les Sept Nains. Elle possède aussi un animal de compagnie, un chat au lieu du corbeau. Nelson la décrit comme un méchant substantiel, avec des yeux mi-clos et un sourire moqueur qui, dessinés avec un réalisme plus important que la reine-sorcière ou Stromboli de Pinocchio (1940), lui donnent une présence glaciale. Pour Griffin, la Belle-mère, à l'instar de la Reine de Blanche-Neige ou de Maléfique dans La Belle au bois dormant (1959), est représentée par de grands mouvements de sa cape tombant sur le sol et des poses de divas. Au contraire et en respectant un schéma courant chez les méchants de Disney, les mouvements de son visage sont lents mais précis (donc détaillés) afin d'appréhender l'évolution des idées qui germent dans son esprit à l'instar du Prince Jean et du Capitaine Crochet. Sa méchanceté est motivée uniquement par le fait de privilégier ses filles avant tout, quitte à faire de sa belle-fille une esclave, et d'apprécier cette forme de pouvoir. Elle parvient, ce qui la rend encore plus horrible, à ne pas prendre part directement aux humiliations infligées à Cendrillon. Cendrillon s'était apprêtée pour le bal espérant que sa belle-mère tienne sa promesse de la laisser s'y rendre à condition d'être correctement vêtue mais sans l'ordonner clairement, la marâtre pousse ses filles à dépouiller leur belle-sœur et s'en réjouit. Elle est aussi la seule méchante de Disney à vivre au jour le jour avec sa victime. Maltin note qu'elle est toujours représentée dans l'ombre, ce qui renforce son regard de fouine. Eleanor Audley, qui a prêté sa voix à la belle-mère de Cendrillon, a aussi doublé Maléfique dans la version originale de La Belle au bois dormant (1959). Pour Allan, Lady Madame de Trémaine est le précurseur de Maléfique. Son interprétation a permis d'approfondir le personnage et de donner une force à la méchanceté de la belle-mère.
L'animation des belles-sœurs de Cendrillon, Javotte et Anastasie, a été confiée à Ollie Johnston qui les considère comme les plus grossiers personnages qu'il ait créés jusqu'alors et assure qu'il a souvent exagéré leur laideur, assisté par Judge Whitaker. Pour Grant, elles sont l'incarnation des enfants gâtés, les pires, ceux qui restent aussi mauvais à l'âge adulte. Les deux filles ont été conçues pour déplaire avec une voix rauque et dure, un chant funeste, des visages aux courbes ingrates, une façon de danser terrifiante. Leur rôle est avant tout de montrer par contraste les qualités de Cendrillon. Malgré cela, le développement des personnages par l'équipe Disney en fait des filles seulement au caractère repoussant pouvant trouver leur propre prince charmant car elles ne sont pas trop physiquement laides. Elles servent le comique du film par une forme de bouffonnerie. Les deux sœurs sont peu différentiables, Javotte étant celle aux cheveux bruns, Anastasie étant rousse. Thomas et Johnston indiquent que dans la plupart des adaptations du conte, les personnages des belles-sœurs ont été difficilement créés en raison du manque d'éléments comiques à leur sujet dans l'histoire originale.

##### Autres humains
L'animation du prince a été confiée à Milt Kahl, ainsi que celle du grand-duc, du roi et de la marraine,. Kahl utilisa la technique nommée rotoscopie, utilisant donc le film de préproduction avec acteurs. Grant considère ce personnage comme plus présent que son équivalent dans Blanche-Neige mais restant malgré cela aussi anonyme. Non seulement le nom du prince n'est jamais mentionné, mais il n'est jamais appelé non plus « Prince charmant ». Ajoutons que Mike Douglas, l'acteur américain lui ayant prêté sa voix, n'est pas crédité au générique.
Le Roi et le Grand-Duc, tous deux interprétés en version originale par Luis van Rooten, sont avant tout des personnages comiques. Les deux personnages s'opposent, l'un est irascible, l'autre ironique mais ils se rejoignent dans un comique de caractère. Le Grand-Duc adopte les traits du majordome Disney, élancé et dévoué, caractéristiques que l'on retrouve chez Grimsby, majordome du Prince Éric dans La Petite Sirène (1989). Dans la version originale du film, lorsque le Grand-Duc interpelle Cendrillon dans sa fuite, il crie d'abord « Young lady ! » puis « Mademoiselle ! » et enfin « Señorita ! ». La version française supprima néanmoins le côté polyglotte pour ne retenir que « Mademoiselle ! ».
La Fée marraine est un personnage reprenant le principe même de son nom, une fée munie d'une baguette qui met ses pouvoirs surnaturels au profit exclusif de son ou sa filleule, auprès de qui elle joue un rôle de protecteur ou mentor. Le personnage dans la version Disney de Cendrillon est une image de la grand-mère préférée avec ses cheveux blancs, son visage joufflu avec des fossettes à laquelle a été ajouté un caractère étourdi, oubliant toujours sa baguette magique. La voix originale, qui accentue le côté grand-mère adorée, a été fournie par Verna Felton qui avait donné sa voix à une éléphante de Dumbo, la matriarche.

#### Animaux
Le film comprend plusieurs personnages animaliers dont des souris. Ils servent principalement à mettre en valeur Cendrillon et montrer ses vrais sentiments. Les deux principales souris sont Jaq et Gus. Les autres sont nommées d'après Grant et Kurtti, : Suzy, Perla, Blossom, Luke (le plus petit), Mert et Bert (les jumeaux). Les souris ont été dessinées sous la supervision de Wolfgang Reitherman et Ward Kimball.
Le duo Jaq et Gus rejoint les nombreux duos de personnages masculins créés par le studio, tous deux interprétés par James MacDonald,. Griffin s'interroge sur cette prolifération et y voit une possible apologie sous-jacente du mouvement homosexuel dans son ouvrage sur ce sujet chez Disney. Graphiquement les souris se rapprochent de celles créées dans Cousin de campagne (1936). Jaq a été conçu comme un clown blanc tandis que Gus est l'auguste, les deux générant des gags. Gus a été conçu de façon à être le personnage attendrissant, à l'instar de Simplet dans Blanche-Neige et les Sept Nains (1937). Son vrai nom est Octavius mais il est surnommé Gus pour plus de commodité. Gus est un peu potelé et pas très intelligent mais possède un bon fond et une énorme admiration pour Cendrillon. Jaq est lui plutôt maigre et effilé, plus « civilisé » et moins faible d'esprit. Son phrasé a été conçu par Winston Hibler. La scène de l'escalier géant, pour des souris, a été animée principalement par Wolfgang Reitherman,. Elle est pour Grant un chef-d'œuvre, car elle comprend un large spectre d'émotions peu courant même pour des acteurs réels passant par la panique, la difficulté, la frustration, la reprise de soi. À plusieurs moments du film, des séquences filmées en diagonale ont permis d'accentuer la différence entre les souris et les autres personnages.
Le chat Lucifer a été créé par Ward Kimball d'après son propre animal de compagnie,, un chat écaille de tortue nommé Feetsy, sur les recommandations de Walt Disney qui avait rencontré l'animal chez Kimball,,. Le principal défi de Kimball était de donner un caractère méchant au chat, une forme de corruption source de comédie. Kimball a conçu un gros chat qui saisit toutes les chances pour accommoder le monde qui l'entoure à sa sauce,. Il possède des yeux aux très petites pupilles avec des iris colorés mais leurs formes peuvent changer pour accentuer l'expression par exemple de chasseur ou de surprise. Il est plutôt indolent et léthargique mais peut être rapide et fort quand ses antagonistes pointent leurs museaux. Beck crédite Kimball de l'intégralité de l'animation de la scène de poursuite entre Lucifer et les deux souris. La revue Newsweek décrit le chat comme l'un des points importants du film, un gros chat incomparablement fier de lui-même conçu comme extraordinaire vilain opposé aux souris de la maisonnée. Grant ajoute que le Lucifer prend un caractère régulier des méchants chez Disney, du moins pour les acolytes du méchant, un certain embonpoint. Toutefois pour Thomas Nelson, dans un article de 1978, Lucifer est à la fois un équivalent animal de la cruauté de la Belle-mère mais aussi, en raison de sa nature animale, un contrepoids qui permet d'adoucir l'impact de cette méchanceté avec un aspect de méchant de comics. Selon Nelson, la corruption du chat serait plus due à la vanité de sa maîtresse qu'à un caractère propre.
Grant détaille deux autres animaux, le chien Pataud (Bruno) et le cheval Major. Ce sont eux aussi des animaux proches de Cendrillon. Bruno, interprété lui aussi par James MacDonald, est fainéant mais serviable pour Cendrillon et aide les souris dans leur lutte contre Lucifer. Lors de la scène de transformation de la citrouille en carrosse, Bruno devient le valet de pied, Gus et Jaq les chevaux tandis que dans une forme d'ironie du sort, c'est Major qui devient le cocher. Les oiseaux ont eux nécessité de nombreuses heures d'études minutieuses afin de simplifier au maximum leurs traits tout en restant réalistes.
Pour Beck, les animaux sont de vrais personnages de dessins animés, loin d'être naturels, et seraient monstrueux dans la réalité. Par son sens du rythme et son côté maniaque dans l'animation, Kimball parvient à donner plus de vie aux souris et au chat qu'aux êtres humains.

### Différences et incohérences
Certains éléments de la version du conte de Charles Perrault ne furent pas repris dans le film :
- Cendrillon conseille sa belle-mère et ses belles-sœurs sur les tenues qu'elles devraient porter pour aller au bal, et s'offre même à coiffer ces deux dernières (dans le film elle y est obligée) ;
- en plus de transformer une citrouille en carrosse, la marraine-fée de Cendrillon transforme un rat en cocher et six lézards en laquais (dans le film, ce sont respectivement un cheval et un chien). Le nombre de souris transformées en chevaux passe de six dans la version de Charles Perrault, à quatre dans le film ;
- après que Cendrillon a réussi à chausser la pantoufle de verre, elle chausse la seconde pantoufle de verre qu'elle avait gardée avec elle ; sa marraine-fée apparaît alors et lui restitue ses habits de bal. Après un moment de stupeur, les belles-sœurs se jettent aux pieds de Cendrillon et lui demandent pardon pour tout le mal qu'elles lui ont fait. Cendrillon leur pardonne et, quand elle épouse le prince, elle fait loger ses belles-sœurs et sa belle-mère au château puis marie ses belles-sœurs à deux grands seigneurs de la cour.

David Koenig note quelques incohérences dans le film :
- après avoir été frappée par la souris Jac, la gamelle de lait de Lucifer disparaît au profit d'une simple flaque[44] ;
- Anastasie récupère sa flûte en main après l'avoir déposée de l'autre côté de la pièce pour arracher l'invitation des mains de Cendrillon[44] ;
- alors que Cendrillon sort la robe de sa mère du coffre et virevolte, on aperçoit que le dos de la robe est d'un seul tenant mais, quand les oiseaux la posent sur le mannequin, le dos est partiellement dénudé et le haut attaché par un cordon[44] ;
- lors de la poursuite entre Jaq et Lucifer, Jaq enfile trois perles sur la queue de Gus mais après un bref changement de caméra sur le chat, Jaq enfile seulement une seconde perle[111] ;
- le chiffre 11 devient un XII lorsque l'horloge sonne le 8e coup de minuit[111].

### Finalisation et promotion du film

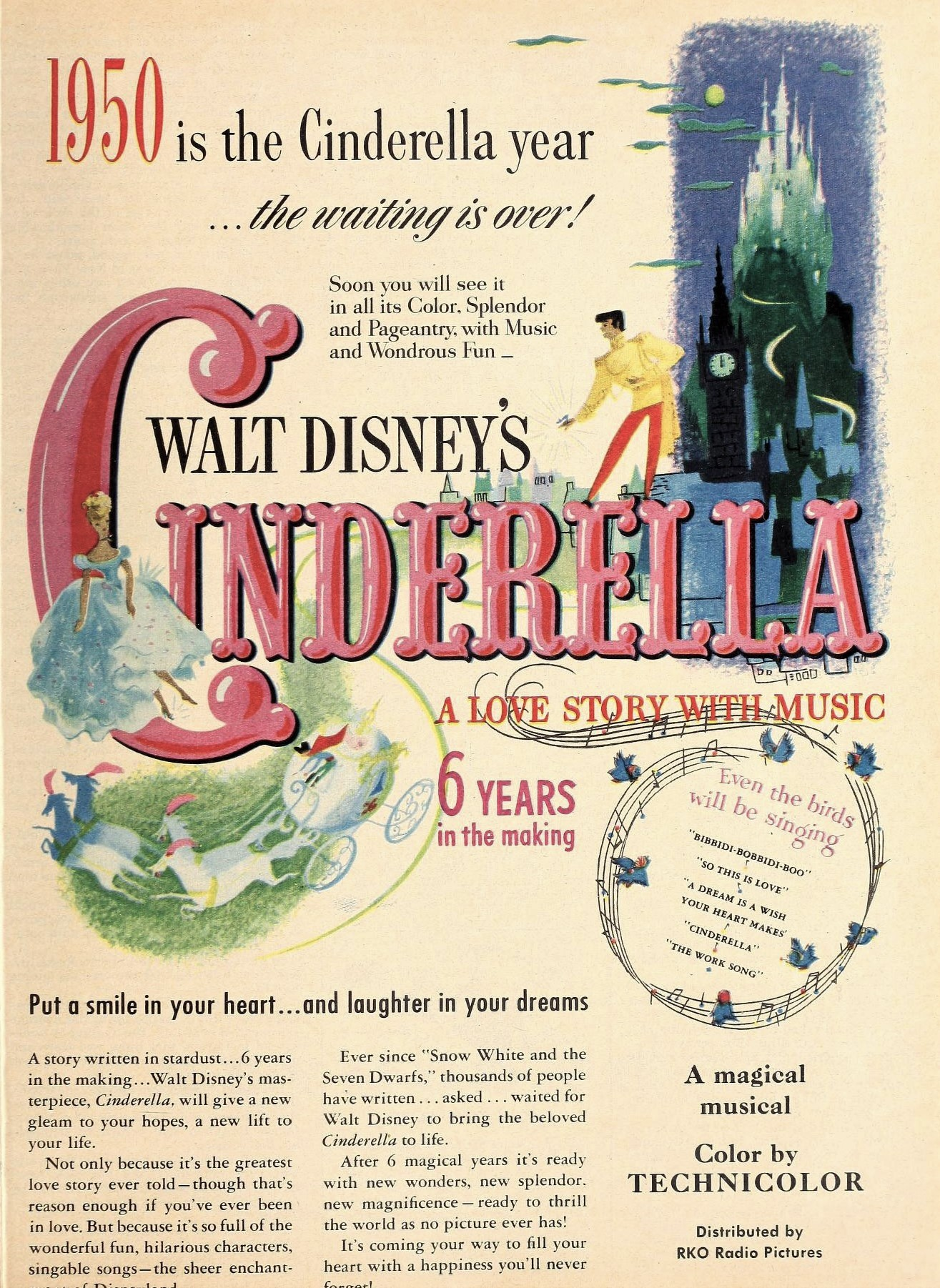
Article présentant le film dans le magazine Modern Screen en mars 1950.

Alors que l'animation du film se termine, Walt Disney prend plusieurs semaines de vacances, s'envolant avec sa femme et ses deux filles le 11 juin 1949 pour un périple en Angleterre, en Irlande et en France qui dure jusqu'au 29 août. Dès son retour, il visionne les séquences de Cendrillon réalisées sous la direction d'Hamilton Luske et demande quelques changements. Mais dès le 13 octobre 1949, Walt repart à Londres pour trois semaines, entre autres pour superviser la production de L'Île au trésor (1950). La production du film s'achève donc vers octobre 1949 pour un budget total variant de 2,2,, à 2,9 millions d'USD.
Peu avant la sortie du film Cendrillon, Roy Oliver Disney (frère de Walt et directeur financier) mise sur cette prochaine sortie pour engendrer des revenus. Du côté des produits dérivés, les films de compilations des années 1940 n'ont pas permis pas de relancer la machine commerciale, qui nécessite un long métrage à succès. En 1949, Roy O. Disney persuade son frère Walt de laisser les principales sociétés sous contrat dans les produits dérivés, les livres et la musique de visionner une version inachevée de Cendrillon afin d'entamer leur production et les campagnes publicitaires au plus tard trois mois avant la sortie du film. Malgré une certaine réticence à présenter une œuvre incomplète, Walt accepte ce qui permet à Western Publishing, sa filiale Golden Press, RCA et d'autres, de voir le film près d'un an avant sa sortie.
Roy O. Disney restructure la division commerciale en créant d'un côté la Walt Disney Music Company le 1er octobre 1949 espérant beaucoup des chansons issues du film, d'un autre côté Walt Disney Entreprises (fin 1949) pour les produits dérivés et la gestion des licences et enfin Walt Disney Publications en 1950 pour la presse.
De nombreuses licences sont accordées et, pour Noël 1949, les magasins proposent des livres, des disques et des jouets dérivés du film qui ne sortira que quelques semaines plus tard. Watts indique que la conjonction entre la sortie des longs métrages d'animation et la promotion de jouets et vêtements associés, est devenue une tradition chez Disney durant la décennie de Cendrillon et La Belle au bois dormant. Les autres productions du studio seront elles aussi associées à des produits dérivés.
Les produits dérivés se vendent confortablement jusqu'à la sortie du film en février 1950, et encore mieux après. Selon Hollis et Ehrbar, la commercialisation de ces produits avant la sortie a eu un effet positif sur le résultat final du film en créant un engouement. Ce modèle de promotion commerciale a ensuite fortement marqué la société Disney et le reste du secteur.
Pour la musique, Tim Hollis et Greg Ehrbar détaillent deux productions caractéristiques. Le label RCA publie une compilation de disques reprenant l'histoire et la bande son originale dans son intégralité, vendue à 750 000 exemplaires, tandis que Little Golden Records édite des singles des chansons du film avec des chanteurs de son « écurie » et non la distribution originale, vendus à plusieurs millions d'exemplaires au prix de 25 cents l'unité. Les chansons du film furent les premières pour lesquelles un copyright a été déposé par la Walt Disney Music Company,.
Poursuivant le principe entamé avec Blanche-Neige, le studio a publié l'histoire du film sous la forme de bandes dessinées. Le site INDUCKS recense deux histoires de Cendrillon publiées toutes deux au moment de la sortie du film. La première publication se présente sous la forme d'un livre de 52 pages publié en avril 1950 et dessiné par Dan Gormley comprenant 48 pages de BD et des images du film. La seconde publication est un comic strip dominical, publié entre le 5 mars et le 18 juin 1950, d'après un scénario de Frank Reilly, sur des crayonnés de Manuel Gonzales et un encrage de Dick Moores. Les deux publications n'ont pas le même graphisme, celle en comic strips étant la plus proche du film.

## Sortie et accueil
Le film sort le 15 février 1950 aux États-Unis puis, à partir de la fin de l'été et jusqu'à la fin de l'année, dans la plupart des grands marchés européens. À la sortie du film, Bosley Crowther du New York Times écrit que Cendrillon n'est pas un chef-d'œuvre, mais le mérite en raison de l'amour et le travail dépensés pour sa production. John Grant résume l'avis général des critiques lors de la sortie du film à « Disney est de retour » et il ajoute « avec une vengeance. »
Avec Cendrillon, Disney retrouve le genre du conte de fées, un défi pour l'équipe du studio. Disney retrouve le territoire qu'il a fait sien, celui de la fantaisie classique pour la jeunesse. Beck indique qu'avec ce film, Disney retrouve la gloire dans le domaine du long métrage. D'après Pierre Lambert, un échec commercial de Cendrillon aurait marqué l'arrêt de la production des longs métrages d'animation pour le studio Disney. D'après Koenig et Gabler, Walt aurait annoncé lors d'une réunion que « si Cendrillon ne réussit pas, nous sommes à la rue »,.
Le magazine Life écrit que la magie du film tient surtout dans les animaux qui aident Cendrillon et surtout le duo de souris Jaq et Gus. Grant cite à ce sujet le magazine Newsweek : « [Avec] Gus, la souris commando et son rusé ami Jac, Disney possède une paire de héros que l'on n'a pas vus depuis le règne de Mickey. La scène la plus mémorable du film est celle où Gus tente de récupérer la clé de la prison de Cendrillon dans la poche de la belle-mère réprimant un éternuement ». Cette scène n'est pas une première pour le studio qui avait utilisé un élément clé similaire dans Mickey et le Haricot magique sorti en 1948 dans la compilation Coquin de printemps. Grant note que la chanson Bibbidi-Bobbidi-Boo a été un véritable succès en partie car elle a été conçue comme telle.
Maltin et Grant indiquent tous deux que, malgré de nombreuses critiques, le film a reçu un bon accueil et que le public s'est déplacé en nombre pour regarder le film, générant de coquets revenus à Disney, et devenant l'une des plus importantes productions de l'année. Selon Bob Thomas et Richard Schickel, la génération des années 1950 en âge d'avoir une famille retrouve avec Cendrillon le même genre d'euphorie divertissante qu'elle avait connu étant enfant avec Blanche-Neige,.
Mais pour plusieurs auteurs et membres du studio ayant participé au film, le but fixé n'est pas atteint. Pour Maltin, il est facile de repousser Cendrillon dans les productions Disney non remarquables mais ceux qui le font n'ont pas vu le film récemment, propos repris et dûment attribués par Grant. Grant indique toutefois que Richard Schickel « a creusé pour trouver quelques contemporains de la sortie du film ne l'ayant pas aimé. » Maltin ajoute que les critiques négatives ont souvent été faites longtemps après la sortie du film. Walt Disney a pris le parti de juger ce film comme à son habitude avec les résultats en salle, et la forte réponse du public l'a convaincu de poursuivre la production de longs métrages d'animation.
La seule sortie au cinéma a généré 7,8 millions d'USD, d'après Barrier, répartis entre RKO et Disney soit 4 millions de dollars de revenu pour Disney d'après Maltin. Gabler évoque la somme de 7,9 millions d'USD sans répartition. Les profits du film, en additionnant les revenus records des ventes, de la musique du film, des publications et d'autres produits dérivés, ont fait gagner à Disney assez d'argent pour financer une partie de sa production de films (animations et prises de vues réelles), établir sa propre compagnie de distribution, entrer dans la production télévisuelle et commencer à construire le parc Disneyland à Anaheim (en Californie). Pour Charles Salomon, le succès du film Cendrillon a simplement sauvé le studio et marqué son retour dans le genre du conte de fées initié avec Blanche-Neige.
Les deux productions prévues pour les années suivantes sont Alice au pays des merveilles (1951) et Peter Pan (1953). Afin d'augmenter ses revenus, le studio a décidé de développer un programme de ressortie au cinéma des longs métrages de manière régulière. Certains films étaient déjà ressortis au début des années 1940. Ainsi Blanche-Neige, sortie initialement en décembre 1937, est ressorti en juillet 1940. Le film Cendrillon est ressorti à plusieurs reprises. En cumulant la sortie initiale et les ressorties de 1957 et 1965, les revenus de Cendrillon ont atteint les 9,25 millions d'USD. La ressortie de Noël 1981 a généré 17 millions d'USD pour les entrées aux États-Unis. Beck estime à 85 millions d'USD le total des revenus du film et des produits dérivés. Au début des années 1990, avec la sortie du film en vidéo, support inexistant lors de la production, et à l'instar de Peggy Lee pour La Belle et le Clochard (1955), les musiciens du film ont poursuivi avec succès le studio pour obtenir des dédommagements sur les revenus de la vente des cassettes.
Le 20 juin 2019, la Bibliothèque du Congrès inscrit le film Cendrillon (1950) au National Film Registry.

## Analyse

### Un retour aux sources
En 1950, Cendrillon marque le retour très attendu du studio Disney dans la production de longs métrages d'animation d'un seul tenant après plusieurs années de compilations,,. Jerry Beck, Christopher Finch, John Grant, Leonard Maltin et Janet Wasko rappellent que le précédent film de ce type est Bambi, sorti en 1942,,,,,. Les productions des années 1940 ont été bien accueillies mais manquaient de la chaleur du substrat artistique et de l'impact des longs métrages du Premier Âge d'or (1937-1941). Robin Allan explique que Cendrillon répond par son format et son contenu aux attentes populaires du public. Richard Schickel écrit que Bambi marque la fin d'une période dédiée exclusivement à l'animation et qu'avec Cendrillon le studio en commence une nouvelle dans laquelle l'animation n'est qu'un des éléments de la production. Pour Bob Thomas, avec Cendrillon, c'est la fin de la saison sèche. Cendrillon est avant tout un important succès commercial pour le studio. Neal Gabler associe le succès au besoin de la nation américaine de se rassurer après la Seconde Guerre mondiale et au début de la Guerre froide.
Pour Finch, le succès de Cendrillon est dû « au respect de l'esprit du [conte] original amélioré par ce que Disney comprenait mieux que quiconque » [c'est-à-dire les attentes du public]. Pour Sean Griffin, les raisons du succès [commercial] sont uniquement dues aux nombreuses économies dont l'usage de la rotoscopie. Grant considère que le succès du film est basé sur trois points :
1. un scénario intemporel issu d'un des contes les plus universels[9]. La précédente adaptation d'un tel conte par le studio Disney était Blanche-Neige qui a obtenu un incroyable succès[9] ;
2. un film réussi. Plusieurs auteurs parlent de chef-d'œuvre ;
3. une formule simple, celle de la lutte entre le Bien et le Mal, le Bien gagnant sur le Mal ce qui plaît au public[9].

Dans une interview accordée en 1975 à A. Eisen de Crimmer's, John Hench détaille les racines du succès du film : « les contes de fées... possèdent tous un canevas, souvent un schéma biblique. Dans le cas de Cendrillon, l'héroïne est née de bonne famille mais en raison de certaines circonstances elle est réduite à la condition de femme de ménage. C'est clairement [l'image] de l'Homme déchu du Jardin d'Éden. À cela s'ajoute un justicier-vengeur, le prince et il y a toujours un petit truc, une clef, un talisman. Pour Blanche-Neige c'est le baiser, pour Cendrillon c'est la pantoufle de verre. Et la personne retrouve son précédent état-statut. »
Plusieurs auteurs ont comparé les personnages principaux de Cendrillon avec ceux de Blanche-Neige et de La Belle au bois dormant et ont noté de nombreuses similitudes. Brode ajoute que ces trois films possèdent en plus des ressemblances au niveau visuel et musical. Michael Barrier constate que Disney a pu se servir de Blanche-Neige comme modèle pour faire Cendrillon. David Whitley considère le film comme un dérivé de Blanche-Neige. Robin Allan note que les travaux préparatoires d'inspiration pour ce conte d'origine européenne ont été réalisés exclusivement par des artistes américains et non des Européens comme ce fut partiellement le cas pour Blanche-neige, mais aussi Pinocchio. Grant trouve que les personnages sont dépeints de manière excellente et possèdent des voix superbes. Finch ajoute que Lucifer est un superbe méchant et qu'en général les animaux sont excellents. Maltin vante le charme authentique, les personnages et l'histoire réalisés avec art et une musique entrainante. Pour Sébastien Roffat, Cendrillon fait partie des longs métrages d'animation du début des années 1950 avec lesquels Disney retrouve son public.

### Une qualité en deçà du Premier Âge d'or
Plusieurs auteurs ne retrouvent pas dans le film la qualité découverte dans les premiers longs métrages de Disney. Eric Smoodin constate que Cendrillon, puis Alice marquent un déclin général du dessin animé parmi les critiques cinématographiques, le studio Disney ayant les années précédentes subi des hauts et des bas en termes d'acceptation. Maltin considère que Cendrillon n'est pas flamboyant car il n'atteint pas le quota d'idées innovantes et que le style graphique est « facile, donc moins divertissant. » Pour lui, le film compte quelques innovations mais moins que les longs métrages précédents. Grant ne retrouve pas dans l'animation la qualité du détail présente dans les précédents longs métrages d'animation du studio. Finch note que l'absence des riches décors produits entre autres par Albert Hurter sur Blanche-Neige et Pinocchio rend ceux de Cendrillon peu distinctifs. Finch ajoute que le film produit un glamour de surface mais s'appuie beaucoup plus sur des routines comiques. Johnston et Thomas confirment que l'usage des méthodes de réduction de coût appliquées durant la production a fait en sorte d'éliminer les éléments trop expérimentaux ou excessivement fabuleux, potentiellement coûteux. Allan indique que l'introduction de Cendrillon utilise un narrateur alors que Blanche-Neige parvenait à utiliser une narration visuelle. Pour Charles Salomon, Blanche-Neige et les Sept Nains puis Cendrillon et La Belle au bois dormant marquent chacun « une étape des capacités des artistes du studio à animer de manière convaincante une jeune femme et une histoire autour d'elle. »
Pour Beck, le film est moins bien que la somme de ses parties. Pour Whitley, citant Marina Warner, l'aspect du personnage principal est simplement « daté. » Selon Gabler, Walt aurait dit lors d'une interview à un magazine que « Le film n'est pas l'intégralité de ce que nous voulions » et lors d'une autre « Ce n'est qu'un film ».
Roger Ebert, cité par Elizabeth Bell, considère que « Cendrillon ressemble à une fille de caricature d'artiste de rue et le Prince possède le charme d'un mannequin de grand magasin,. » Allan ajoute que l'héroïne est totalement américaine et, bien que techniquement mieux animée que Blanche-Neige, elle reste en deux dimensions. Grant, citant Nelson, indique que le personnage de la fée marraine a été critiqué pour son côté trop « acidulé », « son caractère jovial et étourdi est trop prononcé, apportant plus d'irritation au spectateur que de divertissement » et qu'en comparaison avec la Fée bleue de Pinocchio, elle a moins d'impact.
Barrier cite Frank Thomas et Ollie Johnston à propos de l'usage intensif d'un film avec acteurs en pré-production : « L'imagination de chacun pour comment doit être filmée une scène est limitée par la position de la caméra et après qu'une scène a été tournée il est très difficile de passer à un tout autre angle de vue,,. » Johnston poursuit en indiquant que seul Ward Kimball n'a pas eu à pester contre les photostats en animant les souris et Lucifer. Pour Barrier, l'usage de cette technique est la cause des critiques considérant Blanche-Neige et Cendrillon semblables. D'après Beck, cet usage d'acteurs vivants a eu un effet contraire, seules les scènes totalement en animation sont vivantes, principalement celles entre le chat Lucifer et les souris. Allan ajoute que Cendrillon est moins convaincante dans ses mouvements que Blanche-Neige, elle semble gauche, juste bidimensionnelle. Le journal New Statesman considère Cendrillon comme « une jolie fille que l'on verrait dans une publicité pour des céréales » et l'Observer la trouve « tristement rigide. » Christopher Finch considère lui que les artistes de Disney sont arrivés à un rendu très acceptable en mixant naturalisme et caricature sans les opposer. Griffin ajoute que cet usage ne diminuera qu'à la fin des années 1980, début des années 1990, avec Aladdin, les personnages masculins perdant leur aspect [marionnette] en bois.
Barrier fait de même avec Wilfred Jackson pour la musique, ce dernier s'interrogeant sur l'utilité d'avoir passé du temps avec les compositeurs et concentré ses efforts pour synchroniser la musique et l'animation. Mark Pinsky qui développe l'impact psychologique du film, le considère comme une pâle copie de Blanche-Neige qui ne parvient pas à atteindre son but en raison du manque de possibilité de s'identifier aux personnages principaux, que ce soit à Cendrillon ou au Prince. L'apparition de la fée marraine, bien que conforme aux règles de Disney, est difficile à appréhender et nécessite, pour Pinsky, la présence d'un adulte pour expliquer la réalité de la vie aux enfants après visionnage du film.
Maltin concède au film sa faculté de produire une réponse émotionnelle du public. Le film comporte plus de scènes conçues pour « traumatiser » le spectateur que les autres productions de Disney. Maltin note parmi ces scènes : le renvoi du Grand-Duc par la belle-mère, les rebonds de la pantoufle de verre de Cendrillon sur l'escalier, qui ne se brise pas uniquement par miracle, l'ascension de l'escalier devenu une montagne car placé du point de vue des souris et qui se termine par la face de Lucifer. Grant considère que ce résultat des plus effrayants chez Disney a été obtenu par l'usage d'effets d'échelle.
Grant se demande pourquoi les filles de bonne famille déchues en femme de ménage auraient le droit de retrouver leurs richesses passées alors que les autres ne pourraient pas y accéder. Maltin note aussi la scène où les belles-sœurs déchiquettent la robe de Cendrillon dans une méchanceté terrifiante de réalité qui est selon lui d'une horreur plus élaborée pour les enfants que les vrais films d'horreur. Toutefois Maltin considère que cela apporte aussi au film une continuité en conservant le public en haleine, celui-ci ayant l'impression de prendre part au film, ce que de nombreux cinéastes n'ont pas réussi à faire. Grant considère que le prince du film reste trop en retrait et que le studio Disney ne parviendra à créer un prince acceptable qu'avec le Prince Phillip de La Belle au bois dormant sorti en 1959.
Richard Schickel écrit que, dans Cendrillon comme dans La Belle au bois dormant, les détails s'empilent sur les détails, les effets spéciaux s'ajoutent aux effets spéciaux enterrant l'histoire sous ce poids, etc. à la sensibilité limitée, un style qui œuvre à recréer les mouvements de manière trop réaliste.

### Walt Disney engagé dans d'autres projets
Barrier rappelle que les priorités de Walt Disney ont changé peu ou prou avec la production du film Cendrillon. Allan note que la présence de Disney aux réunions de productions se fait rare alors qu'il apparaît de plus en plus en public. Mais ce phénomène n'est pas récent. En 1934, après le départ de Burton Gillett, Ben Sharpsteen a été nommé producteur sur de nombreux films dont la plupart des longs métrages, et Steven Watts lui attribue une part importante dans les différents projets d'évolution des productions du studio durant les années 1940 mais surtout 1950. Mais Walt prend de plus en plus de distance avec la supervision rapprochée de la production comme il avait coutume de le faire durant les premiers longs métrages. Au début des années 1950, il continue d'assister aux réunions de scénario, aux projections tests et aux choix des acteurs vocaux mais délègue les autres étapes de production.
Ainsi Walt s'accorde plus de temps pour lui-même, se consacrant à des hobbies, et pour sa famille ; avec un voyage de treize semaines en Europe en 1949. Le médecin de famille des Disney conseilla à Walt, dès 1946, de se trouver un passe-temps, ce qui le pousse à s'intéresser aux modèles réduits avec, par exemple, la confection de trains miniatures,. Au sein du studio, il participe moins aux productions en animation et s'investit dans les films en prises de vue réelles avec L'Île au trésor (1950). Pour Barrier, Walt adopte de plus en plus l'image traditionnelle du producteur de films. La communication entre Disney et les trois réalisateurs de Cendrillon s'est transformée durant la production du film de réunions régulières en un échange de mémorandums. Gabler indique que Walt laisse aux trois équipes de productions dirigées respectivement par Clyde Geronimi, Wilfred Jackson et Hamilton Luske, le soin de finaliser Cendrillon.
Pour de nombreux auteurs, la genèse du parc Disneyland remonte à la période de la fin des années 1940 avec à la fois le Carolwood Pacific Railroad achevé fin 1950, au film Danny, le petit mouton noir et au fait que Walt passe ses jours de repos à regarder ses filles jouer dans un parc. Le projet de parc à thème germe petit à petit dans son esprit jusqu'en décembre 1952, année où il lance un vrai développement en créant une société dans ce but, WED Enterprises. Pour Allan, le succès de Cendrillon a donné à Walt Disney assez de confiance pour se lancer dans ce projet de parc de loisirs.
La production de L'Île au trésor est le résultat de deux phénomènes. Le premier est la production depuis 1941 de films comportant de plus en plus de scènes puis de séquences en prises de vue réelles (cf. Les Studios Disney de 1941 à 1950 - Les premiers films Disney avec acteur). Le second est purement financier : depuis la Seconde Guerre mondiale, la société Disney possède des actifs qu'elle ne peut convertir en dollars et rapatrier aux États-Unis, estimés en 1948 à 8,5 millions d'USD.

### Pantoufle de vair ou de verre?

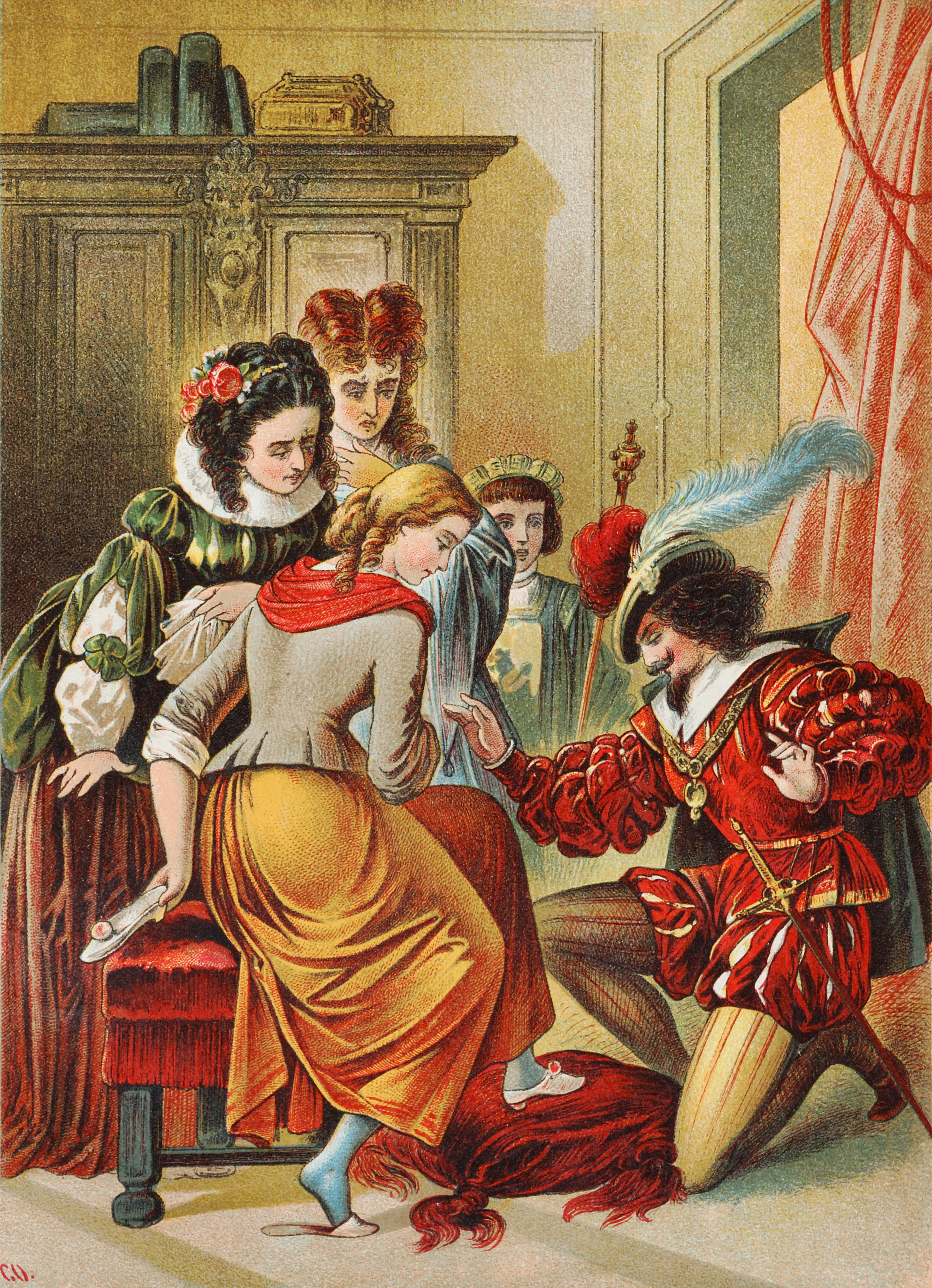
Illustration par Carl Offterdinger.

Le film a été l'occasion de relancer la polémique bien connue autour de la pantoufle de Cendrillon. Dans le film, Cendrillon porte une pantoufle en verre (glass slipper). Beaucoup de gens ont alors fait remarquer que le conte parle d'une pantoufle de vair et accusé une erreur de traduction de la part des Américains. En réalité, Perrault parle bien d'une pantoufle de verre et non de vair dans son conte original ; la pantoufle de verre se retrouve d'ailleurs dans d'autres contes provenant de diverses régions comme la Catalogne, l'Irlande ou l'Écosse où l'homonymie française ne peut pas porter à confusion,.
Ce fut Balzac qui, en 1836, jugea qu'une pantoufle en verre était trop improbable et pensa à tort que Perrault devait originellement avoir écrit « vair ». Émile Littré était du même avis et popularisa l'orthographe « vair » dans son Dictionnaire de la langue française de 1861. Cependant, des versions du conte avec la véritable orthographe « verre » ont persisté et les scénaristes de Walt Disney se sont basés dessus.
Un autre point de polémique est lié à la citrouille. Selon la revue de l'Agence Fruits et Légumes Frais, ce film de Walt Disney a alimenté la confusion entre « Potiron » et « Citrouille ». Le terme anglais du film est « pumpkin » mais il désigne la plupart des variétés de courges (Cucurbita) nord-américaines donc à la fois le genre Cucurbita maxima (potiron) et le genre Cucurbita pepo (courge, courgette, pâtisson, citrouille). Le texte original de Perrault évoque lui une citrouille mais graphiquement la cucurbitacée s'apparente plus au potiron avec sa forme similaire à la variété utilisée pour Halloween.

### Impact psychologique
En renouant avec les éléments des contes, le film les revitalise, ce qui, pour plusieurs auteurs, a eu un effet non négligeable sur le public. Maltin note que le film oublie un élément important du conte original : le prix payé par la belle-mère et ses filles pour leur méchanceté, source, selon lui, de nombreuses questions à leur sujet. Il souhaite ajouter une scène juste avant ou pendant le mariage de Cendrillon et du Prince dans laquelle le trio expie ses fautes, rappelant que chez Grimm leurs yeux sont picorés par des oiseaux. Dans la même ligne d'idée, Brode constate que c'est le chat Lucifer qui récolte ce qu'il a semé. Brode note qu'à l'instar de Blanche-Neige, le film débute par un décès, ici celui du père.
Robin Allan développe les sources artistiques du film et apparente le film Cendrillon au genre du film noir, avec des films comme Rebecca (1940) d'Alfred Hitchcock pour la relation Cendrillon/Belle-mère mais aussi les mouvements des vêtements, comme Deux Mains, la nuit (1945) de Robert Siodmak, pour l'usage des escaliers et des ombres pour renforcer l'image du personnage emprisonné dans un cauchemar.

#### Images populaires
Mark Pinsky recense plusieurs interprétations popularisées par ce film ayant pour lui influencé les générations, traité aussi par d'autres auteurs. Pour Douglas Brode, Cendrillon, à l'instar de Blanche-Neige et La Belle au bois dormant est « un commentaire noir et profond de la vie contemporaine », paraphrasant Robin Wood à propos d'Alfred Hitchcock.
L'élévation sociale
La première est celle de l'élévation sociale : une jeune fille en haillons devient une princesse. Cette vision souvent associée au film est fausse car, comme le rappelle le prologue, Cendrillon est une fille de roi ou d'un riche bourgeois, aimée et élevée dans le luxe et le confort de l'élégant château d'un petit royaume européen mais qui est déchue de cette condition après la mort de sa mère et l'arrivée d'une belle-mère. Après avoir dilapidé la fortune familiale, la belle-mère oblige Cendrillon à devenir la servante de la maisonnée. Malgré cela, l'image reste accrochée au film.
Une image mitigée de jeune fille idéale
Le studio renforce aussi une formule de l'héroïne mêlant esthétisme et absence de véritable défaut, souvent traduit par une jeune fille belle, généreuse ou au cœur pur, faisant ainsi écho aux contes immortalisés au XIXe siècle. Allan ajoute qu'elle est l'image de la féminité passive du XIXe siècle. Brode affirme que Cendrillon est la première blonde de ce qu'il nomme la « décennie des blondes, » les années 1950 ayant été la période de gloire de plusieurs actrices blondes dont Marilyn Monroe.
Brode estime que les années 1950 sont le début d'un certain « sex appeal » chez les héroïnes de Disney. Cela a toutefois débuté dès les années 1940 dans les séquences des longs métrages de type compilations. Brode décrit le personnage Sweet Sue de la séquence Pecos Bill de Mélodie Cocktail (1948) comme une « jeune femme moitié Vénus de Botticelli, moitié Maria Vargas (Ava Gardner dans La Comtesse aux pieds nus, 1954) digne d'un prélude à la page centrale dépliante de Playboy.
Le film Cendrillon présente comme Blanche-Neige d'autres images associées à l'héroïne : la jeune fille rêve du bonheur, exprime ses sentiments par le chant, se lie d'amitié avec des animaux souvent de petite taille et prend du temps pour s'occuper d'eux. Dans ces deux adaptations de contes, les héroïnes sont assistées dans leurs tâches ménagères par les animaux,. David Whitley rappelle que, dans la version chinoise du conte, Cendrillon est aidée par des poissons. En contrepartie de leur assistance, Cendrillon nourrit les animaux, offrant par là même un aspect de mère protectrice.
D'autres éléments sont ajoutés à cette image de la fille parfaite. Le prince tombe amoureux de la jeune fille au premier regard, popularisant le coup de foudre. Brode ajoute que pour les trois princesses, Blanche-Neige, Cendrillon et par la suite Aurore, la jeune fille ne sait pas qu'elle est tombée amoureuse du prince. Pour Janet Wasko, il existe deux modèles d'héroïnes chez Disney, l'ancien avec Blanche-Neige ou Cendrillon et le moderne avec Ariel ou Jasmine mais que les deux modèles conservent la notion d'absence d'au moins un des parents.
Elizabeth Bell écrit que le studio a créé un « message corporel mitigé » en utilisant des danseuses filmées pour créer les personnages de jeune fille de Blanche-Neige, Cendrillon et par la suite Aurore dans La Belle au bois dormant (1959), ce qui leur donne l'aspect dur, strict et discipliné d'une danseuse en plein effort. Bell ajoute que même la démarche est celle d'une danseuse, respectant les conventions du ballet et donnant un aspect de poids mort marqué par une rotation externe du bassin, action qui aurait dû être selon elle retranscrite et non calquée pour animer Cendrillon. À l'opposé, les belles-sœurs sont des antithèses de ce qui est « nécessaire pour danser correctement », rejoignant les habitudes de l'opéra où elles sont jouées par des hommes déguisés.
Stéréotypes de la marâtre et du méchant bedonnant
Le studio Disney renforce avec ce film le stéréotype de la marâtre déjà présenté avec Blanche-Neige mais aussi celui du personnage principal sans présence maternelle évoqué dans Pinocchio, Bambi et une moindre mesure Dumbo. Cet aspect de la « mère absente » est développé par Lynda Haas, Elizabeth Bell et Laura Sells. Whitley constate que comme plus tard dans La Belle au bois dormant (1959), la jeune fille et sa belle-mère ou son substitut n'ont aucune interaction directe aux débuts du film. La formule pour la méchante est aussi confortée dans le film Cendrillon, une beauté froide complétée par la monstruosité et la violence, ainsi la reine de Blanche-Neige se transforme en sorcière et la belle-mère de Cendrillon a enfanté deux filles aux visages et aux cœurs ingrats. Cendrillon développe un autre point aisément imaginable dans Blanche-Neige : la jeune fille accepte sans broncher la longue liste de tâches ménagères et les injustices de sa belle-mère, réalisant même ses tâches en chantant. Pour Grant, c'est une prolongation de la tradition du conte de Perrault. 
Grant rappelle que dans les productions Disney, un méchant mâle est souvent bedonnant comme Pat Hibulaire et encore plus si c'est l'acolyte du super-vilain. Lucifer rejoint donc Horace et Jasper Badun des 101 Dalmatiens (1961), Crapaud de Taram et le Chaudron magique (1985) ou Lefou de La Belle et la Bête (1991).
Religion, foi et aspiration sociale
Dans un contexte pseudo-religieux, Cendrillon et Pinocchio proposent, lorsque la foi semble abandonner le héros, un miracle,, mélange de paganisme et de christianisme avec l'apparition dans le ciel d'une étoile qui se transforme en fée,. Rappelons aussi le parallèle fait par Grant entre Cendrillon et l'Homme déchu du Jardin d'Éden. Pour Pinsky, le studio Disney développe une forme de théologie, dont l'un des dogmes est que « quand l'on souhaite fermement en quelque chose, les rêves se réalisent. » Pour Griffin, un ingrédient de cette recette théologique est la présence d'une « chanson de souhait, » présente dans Blanche-Neige, Pinocchio, ou comme dans les productions plus récentes, Aladdin (1992). Neal Gabler parle lui de « Darwinisme social » à ce propos. Whitley indique qu'un élément de la version des Grimm, le recours à un noisetier hébergeant l'âme de la mère de Cendrillon pour obtenir les vêtements de bal, une forme d'animisme, a été remplacé chez Disney par la fée-marraine. Allan ajoute que Disney a eu de nombreuses fois recours au personnage très maternel de la bonne-fée pour compenser des mères absentes ou leur variante non magique de la nourrice-tante. Pour Nelson, le « combat entre Lucifer et les souris attire le public » et permet à ce dernier de « s'identifier aux souris prolétaires, de partager les aspirations féeriques de Cendrillon et d'appréhender ce qu'il nomme la démocratie Disney. » Barrier ajoute que c'est uniquement par la victoire des souris sur Lucifer que Cendrillon parvient à vaincre sa belle-mère. Allan brise cette aspiration en écrivant qu'à la fin du film, « la romance abandonne l'héroïne en même temps que les couleurs s'estompent pour un gris monochrome. »

#### Notions classiques de Disney
À partir des nombreux appels à l'imagerie populaire décrits précédemment, Cendrillon permet de confirmer la mise en place d'un formalisme, d'une vision, d'un idéal Disney. Ces éléments partiellement définis avec Blanche-Neige et qui entrent en résonance avec ceux de Cendrillon permettent d'établir ce que certains nomment la recette Disney ou la « formule Disney ». Elle comprend des bases religieuses, issues du christianisme essentiellement, de folklore traditionnel, avec la reprise des contes, des aspirations politiques, plusieurs valeurs du rêve américain et une partie de magie pour lier l'ensemble. Thomas indique que le film Cendrillon comporte le même genre de message réconfortant que Blanche-Neige : le Bien triomphe du Mal.
Pour Watts, Cendrillon est un exemple du style habituel de Disney, ou « classiques Disney », un conte de fée charmant, des dessins luxuriants, des personnages identifiables, des décors richement imaginés, une histoire riche pleine d'humour et de sentiments et une héroïne sympathique. Mais il poursuit en indiquant que les films Disney des années 1950 dépeignent souvent une représentation complexe des forces négatives œuvrant contre la famille. Allan ajoute aussi l'élément récurrent du personnage développant un rapport maternel très fort avec les héros ayant perdu un ou deux parents, tels que la bonne fée-marraine (dans Cendrillon et la Belle au bois dormant) ou la nourrice-tante, variante dépourvue de pouvoir magique (dans Tom Sawyer ou les 101 Dalmatiens). Kurtti indique que la plupart de ces personnages maternels ont pour voix Verna Felton. Un autre trait est l'anthropomorphisme des animaux assistant les personnages principaux, rappelant les œuvres de Beatrix Potter,.
Ce que Watts nomme une « Doctrine Disney » est basé sur la protection du cocon familial empreinte de Maccarthisme. Whitley cite Watts et s'accorde avec lui sur le fait que parmi les thèmes de Cendrillon on retrouve, : la survie en milieu hostile, le travail besogneux et la domestication ou l'esclavage familial. Allan évoque aussi le thème de la survie. Cendrillon a réussi à domestiquer la nature avec les oiseaux et les souris. Cela fait écho aux propos de Pinsky sur l'assistance pour les tâches ménagères. Les aspirations politiques sont elles aussi évoquées par Barrier avec une notion de démocratie [à la] Disney. Complétant le thème de la survie en milieu hostile, Haas, Bell et Sells mais aussi Pinsky et Barrier évoquent les dures conditions de Cendrillon, la perte de ses parents et une forme d'esclavage.
Whitley étudie la présence de la nature chez Disney et considère que Cendrillon reprend les conventions pastorales de Disney, développées dans Blanche-Neige mais s'en éloigne en présentant des animaux capables de coudre ou rembourrer des oreillers. Pour Whitley, Cendrillon modifie la forme pastorale en une version domestique, présentant moins d'images de nature sauvage que l'autre film de conte de fée Disney des années 1950, La Belle au bois dormant.

#### Complexe de Cendrillon
Plusieurs auteurs ont indiqué que le film popularise une image des rêves de jeunes filles qui aurait renforcé ce qui a été nommé le « Complexe de Cendrillon ». Cette affection est décrite dès 1982 par Colette Dowling comme une peur féminine d'être indépendante et repris par Lee Ezell sous le nom Syndrome de Cendrillon. D'après Pinsky, la vision de Dowling est empreinte de féminisme tandis que celle d'Ezell est plus religieuse, à relier au Christianisme.
Mais comme le fait remarquer Mark I. Pinsky, Cendrillon n'attend pas vraiment que le Prince Charmant vienne la délivrer car elle fait plus que rêver du prince, elle se rend au bal après avoir confectionné une robe, même si un peu de magie est nécessaire pour en créer une nouvelle. Cendrillon n'est donc pas totalement passive au contraire d'autres héroïnes de Disney telles que Blanche-Neige ou la Belle au Bois dormant. Les productions récentes du studio, durant le Second Âge d'or, ont mis en scène des princesses actives. Elizabeth Bell ajoute que l'héroïne Disney, quand elle est modelée d'après une danseuse, est souvent accompagnée d'un partenaire masculin vide, creux. Grant étend ce manque de consistance à la plupart des personnages centraux des longs métrages de Disney, les actions les touchent mais ils ne les provoquent pas, voyant toutefois une exception dans Cendrillon.
Maurice Rapf, scénariste des premières versions, s'attribue le développement de cette héroïne rebelle qui se bat pour ce qu'elle veut et se retrouve emprisonnée. Pinsky, qui le cite, rappelle que Rapf était membre du parti communiste américain.

## Adaptations et produits dérivés

### Cinéma et télévision
- Cinderella : A Lesson in Compromise (septembre 1981) est un court métrage éducatif expliquant que tenter d'avoir plus que nécessaire provoque des problèmes[190]
- Cendrillon 2 : Une vie de princesse en 2002 sorti directement en vidéo
- Le Sortilège de Cendrillon en 2007 sorti directement en vidéo
- Cendrillon en 2015, avec Lily James et Cate Blanchett.

### Bandes dessinées
En dehors des deux publications éditées à la sortie du film, d'autres adaptations ont été publiées par la suite ainsi que des histoires originales reprenant les personnages du film :
- les deux souris sont apparues aussi dans de nombreuses histoires[191] :
  - centrées sur Gus et Jaq dès 1950 où ils vivent dorénavant dans le château[19] comme Gus and Jaq de 1957[192],
  - avec Grand-Mère Donald au début des années 1950, histoires principalement dessinées par Riley Thompson ;
- une histoire de Noël, avec la belle-mère et les belles-sœurs, dessinée par Floyd Gottfredson datée de 1964[193] ;
- une adaptation du conte en comic strip datée de 1973 sur le scénario de Frank Reilly mais avec des dessins de Mike Arens[194] ;
- une autre adaptation du conte intitulée Bibbidi Bobbidi Who? en 1984[195].

### Parcs d'attractions

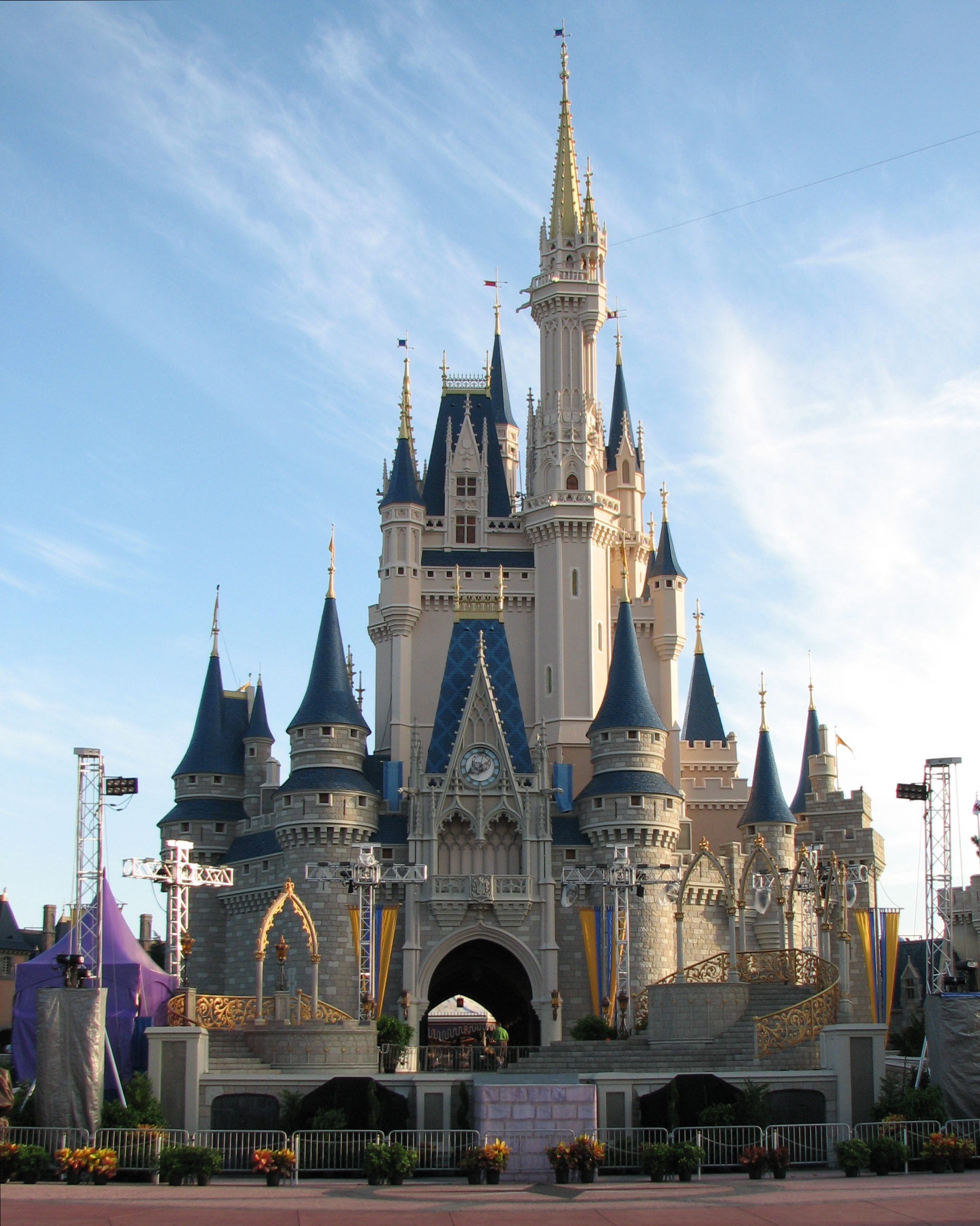
Le Château de Cendrillon au Magic Kingdom.

À la fin des années 1960, pour son second parc à thème, la société Disney décide que le château et emblème du parc Magic Kingdom sera le Château de Cendrillon. Vers 1980, pour le parc japonais de Tokyo Disneyland, Oriental Land Company décide de construire un duplicata du château de Floride. Ainsi les parcs Magic Kingdom et Tokyo Disneyland possèdent comme bâtiment central le château de Cendrillon,. Le château possède un aspect, à la base tiré du film mais inspiré du gothique français et inclut des éléments de châteaux tels que Pierrefonds en particulier, mais aussi Chambord, Ussé, Chenonceau et Chaumont-sur-Loire. Ces inspirations sont l'œuvre d'Herbert Ryman qui réalisa des esquisses dès 1967. Comme celui de Disneyland, il est issu des esquisses d'Herb Ryman.
Le château du Magic Kingdom comprenait à son ouverture un restaurant intitulé King Stefan's Banquet Hall mais le Roi Stefan est le père d'Aurore, la princesse de La Belle au bois dormant. En 1997, afin de corriger cette erreur, il a été rebaptisé Cinderella Royal Table.
En France, le Parc Disneyland comporte un restaurant intitulé L'Auberge de Cendrillon à l'est du château de La Belle au bois dormant.
Le 16 octobre 2012, Disney fait évoluer la gamme Disney Princess avec une gamme de produits de beauté Disney Reigning Beauties autour de Cendrillon, vendue exclusivement chez Sephora ou sur Internet, et prévoit d'en faire autour avec les autres princesses.